# نقد بی‌بی‌سی
شرکت پخش بریتانیا (بی‌بی‌سی) شکل کنونی خود را در ۱ ژانویه ۱۹۲۷ زمانی که جان ریث اولین مدیرکل آن شد، به خود گرفت. ریث بیان کرد که بی‌طرفی و عینیت اصول حرفه ای ما در پخش است.
ادعاهایی مبنی بر اینکه این شرکت فاقد روزنامه‌نگاری بی طرفانه و عینیت است، مرتباً توسط ناظران چپ و راست طیف‌های سیاسی مطرح می‌شود.
یکی دیگر از حوزه‌های کلیدی انتقاد، هزینه مجوز اجباری است، زیرا رقبای تجاری استدلال می‌کنند که ابزار تأمین مالی ناعادلانه است و منجر به محدود کردن توانایی آنها برای رقابت با بی‌بی‌سی می‌شود.
همچنین، اتهامات اتلاف یا پرسنل بیش از حد گهگاه نظراتی را از سوی سیاستمداران و سایر رسانه‌ها به همراه دارد.
در اینجا به برخی از آن‌ها اشاره می‌شود:

## قرن ۲۰

### دولت تاچر
اغلب اعضای دولت محافظه کار مارگارت تاچر در دهه ۱۹۸۰، اتهامات سوگیری چپ را علیه این شرکت مطرح می‌کردند. نورمن تبیت بی‌بی‌سی را به دلیل پوشش غیر وطن پرستانه جنگ فالکلند، «شرکت پخش افراد بدون تابعیت» نامید و پیتر بروینولز، نماینده محافظه کار، آن را «شرکت پخش بلشویکی» نامید. استیو بارنت در سال ۲۰۰۱ در هفته نامه آبزرور نوشت که در سال ۱۹۸۳، استوارت یانگ، «حسابدار و برادر یکی از سرسخت‌ترین متحدان کابینه تاچر»، دیوید یانگ، به عنوان رئیس بی‌بی‌سی منصوب شد. پس از او، در سال ۱۹۸۶، مارمادوک هوسی، «برادر شوهر یکی دیگر از وزیران کابینه» آمد. به گفته رئیس آن زمان حزب محافظه کار، نورمن تبیت، هاسی منصوب شد تا به آنجا برود و آنجا را مرتب کند.»
مناقشات با مواردی مانند ویژه انتخابات سراسری سراسری با تاچر در سال ۱۹۸۳، مستند پانوراما به نام گرایش مبارزات مگی، مصاحبه زندگی واقعی با مارتین مک گینس، پوشش بی‌بی‌سی از بمباران لیبی در سال ۱۹۸۶ آمریکا و ماجرای زیرکون ادامه یافت. در سال ۱۹۸۷، آلاسدیر میلن، مدیر کل بی‌بی‌سی، مجبور به استعفا شد. تاچر بعداً گفت: «من سه بار علیه بی‌بی‌سی مبارزه کرده‌ام و نمی‌خواهم یک انتخابات دیگر علیه آن بجنگم.»  در سال ۲۰۰۶ تبیت گفت: «بی‌بی‌سی همیشه علیه لیدی تاچر بود.»
مارک تامپسون، مدیر کل بی‌بی‌سی، در سال ۲۰۱۰ گفت: «در بی‌بی‌سی که من ۳۰ سال پیش به عنوان کارآموز تولید، در سال ۱۹۷۹ به بی‌بی‌سی پیوستم، در بسیاری از امور جاری، از نظر سیاست شخصی مردم وجود داشت. کاملاً پر سر و صدا بودند، یک سوگیری گسترده به سمت چپ. سازمان در آن زمان با بی‌طرفی مبارزه کرد.»

## قرن ۲۱ ام
بی‌بی‌سی نیوز بخش بزرگی از شرکت پخش بریتانیا را تشکیل می‌دهد و شکایات زیادی در مورد سوگیری دریافت می‌کند. مرکز مطالعات سیاست مستقر در تافتون استریت (یک اندیشکده با محوریت بازار آزاد) اظهار داشت: «حداقل از اواسط دهه ۱۹۸۰، شرکت اغلب به دلیل تعصبات درک شده علیه کسانی که در سمت راست میانه سیاست هستند مورد انتقاد قرار گرفته‌است.» ادعاهای مشابهی توسط کارمندان گذشته و حال مانند آنتونی جی، سردبیر آمریکای شمالی جاستین وب، سردبیر سابق برنامه امروز راد لیدل، خبرنگار سابق رابین آیتکن و پیتر سیسونز، یک خبر سابق مطرح شده‌است.
اندرو مار، سردبیر سابق سیاسی، در سال ۲۰۰۶ استدلال کرد که تعصب لیبرال بی‌بی‌سی محصول انواع افرادی است که آن را به کار می‌گیرد. در سال ۲۰۱۱، پیتر اوبورن در وبلاگ دیلی تلگراف خود نوشت: «بی‌بی‌سی به‌جای نمایندگی کل کشور، به منبعی حیاتی و گاه سلاح تهاجمی برای نخبگان محدود و متکبر چپ-لیبرال تبدیل شده‌است». در سال‌های اخیر، پیتر اوبورن از بی‌بی‌سی به دلیل نمایش تعصب به نفع محافظه‌کاران انتقاد کرده‌است.
جرمی هانت، وزیر امور خارجه در سال ۲۰۰۹ با خبرنگاران در یک ضیافت ناهار با مطبوعات رادیو و تلویزیون صحبت می‌کرد، ادعا کرد که اخبار بی‌بی‌سی بیشتر به افراد راست میانه نیاز دارد: «ای کاش می‌رفتند و فعالانه نگاه می‌کردند. برای برخی از محافظه‌کاران که بخشی از تیم جمع‌آوری اخبار آنها باشند، زیرا آنها اذعان کرده‌اند که یکی از مشکلات آنها این است که افرادی که می‌خواهند در شرکت کار کنند، از چپ میانه هستند. به همین دلیل است که آنها مشکل تعصب ذاتی لیبرال دارند.
مفسران دیگر دیدگاه مخالف را اتخاذ کرده و از بی‌بی‌سی به دلیل اینکه بخشی از هسته قدرت‌مدار است انتقاد کرده‌اند. در سال ۲۰۰۹، مهدی حسن در نیو استیتسمن نوشت که بی‌بی‌سی «به سمت قدرت و امتیاز، سنت و ارتدوکس» تعصب دارد. او گفت که این دیدگاه مبنی بر اینکه بی‌بی‌سی به سمت چپ سوگیری دارد، که به گفته او «حتی توسط لیبرال‌ها و چپ‌ها درونی شده‌است»، «یک اقدام حساب شده و بدبینانه از سوی راست برای وادار کردن شرکت به تسلیم شدن است». به عنوان مثال، اندرو نیل، نیک رابینسون، رابی گیب و گوتو هری نوشت که سوابق دست راستی «کارمندان مختلف بی‌بی‌سی به طرز عجیبی در بحث «تعصب» بررسی نشده‌است». در سال ۲۰۱۴، اوون جونز، ستون‌نویس گاردین نوشت که «تحقیق در واقع نشان می‌دهد که خروجی بی‌بی‌سی نسبت به منابع رسمی و دست راستی تعصب دارد» و بی‌بی‌سی «مملو از راست‌گرایان است» مانند تراست رئیس بی‌بی‌سی، و کریس پتن (رئیس سابق بی‌بی‌سی) از حزب محافظه کار و وزیر دولت)، سردبیر سیاسی نیک رابینسون، تیا راجرز، اندرو نیل، سردبیر نیل رابی گیب و کمال احمد.
مطالعه‌ای توسط دانشگاهیان دانشگاه کاردیف که توسط بی‌بی‌سی تراست تأمین مالی شد، در اوت ۲۰۱۳ منتشر شد و پوشش بی‌بی‌سی از طیف وسیعی از مسائل را بررسی کرد. یکی از یافته‌ها تسلط منابع سیاسی حزب بود. در پوشش مهاجرت، اتحادیه اروپا و مذهب، آنها ۴۹٫۴ درصد از همه منابع را در سال ۲۰۰۷ و ۵۴٫۸ درصد در سال ۲۰۱۲ را به خود اختصاص دادند. داده‌ها همچنین نشان داد که حزب محافظه کار به‌طور قابل توجهی بیشتر از حزب کارگر وقت پخش دریافت می‌کند. در سال ۲۰۱۲، دیوید کامرون، رهبر محافظه‌کار و نخست‌وزیر وقت، تقریباً چهار بر یک (۵۳ به ۱۵) از رهبر حزب کارگر، اد میلیبند بیشتر بود و اعضای کابینه و وزرای محافظه‌کار بیش از چهار بر یک از همتایان کارگری خود بیشتر بودند. ۶۷ تا 15).
گرگ دایک، مدیرکل سابق بی‌بی‌سی، بی‌بی‌سی را به عنوان بخشی از «توطئه وست مینستر» برای حفظ نظام سیاسی بریتانیا مورد انتقاد قرار داد.
قبل از انتخابات عمومی ۲۰۱۹، بی‌بی‌سی به دلیل پوشش مغرضانه ای که به نفع حزب محافظه کار حاکم بود مورد انتقاد قرار گرفت. به عنوان مثال، موضوع مربوط به یک کلیپ استفاده شده از اپیزود ویژه یکی از رهبران وقت پرسش بی‌بی‌سی بود که در آن قسمتی که خنده حضار را در پاسخ نخست‌وزیر بوریس جانسون به یک سؤال خاص نشان می‌داد، ویرایش شد. مقامات بی‌بی‌سی به این موضوع پرداختند و به اشتباه خود اعتراف کردند. علاوه بر این، بی‌بی‌سی متهم شد که جرمی کوربین و جو سوینسون را در معرض مصاحبه‌ای طاقت‌فرسا توسط اندرو نیل قرار داده‌است، اما جانسون را ملزم به انجام آن مصاحبه نکرده و از قبل آن را ترتیب داده‌است. اوون جونز، ستون‌نویس گاردین نیز با لغو سیاست بی‌بی‌سی خود مبنی بر عدم اجازه مصاحبه با جانسون توسط مار مخالفت کرد، مگر اینکه او مصاحبه‌ای را با نیل انجام دهد. بی‌بی‌سی از تصمیم خود برای چشم پوشی از این الزام با استناد به منافع ملی در بحبوحه یک حمله تروریستی در لندن در ۲۹ نوامبر ۲۰۱۹ دفاع کرد
برخی از مفسران، مانند پیتر اوبورن، استدلال کرده‌اند که فرهنگ «ژورنالیسم مشتری» وجود دارد که در سال‌های اخیر به دلیل نزدیکی بین بی‌بی‌سی و حزب محافظه‌کار حاکم، شکوفا شده‌است، که منجر به سوگیری آن‌ها به نفع تشکیلات شده‌است. به عنوان مثال، از سال ۲۰۰۸ تا ۲۰۱۷، رابی گیب رئیس بی‌بی‌سی وست مینستر و در نتیجه مسئول برنامه‌های سیاسی بی‌بی‌سی بود. برادر او، نیک گیب، نماینده محافظه‌کار و وزیر مدارس است و رابی گیب بلافاصله پس از استعفا از بی‌بی‌سی، به‌عنوان مدیر ارتباطات با ترزا می مشغول به کار شد. مدیر کل آینده از سپتامبر ۲۰۲۰، تیم دیوی، یکی از اعضای شورای سابق حزب محافظه کار است. علاوه بر این، رئیس جدید بی‌بی‌سی، ریچارد شارپ، از سال ۲۰۰۱ بیش از ۴۰۰۰۰۰ پوند به حزب محافظه‌کار کمک کرده. در میان روزنامه‌نگاران، لورا کوئنسبرگ، سردبیر سیاسی بی‌بی‌سی و رابرت پستون، سردبیر سیاسی آی‌تی‌وی نیز به‌خاطر «خبرنگاری مشتری» و همچنین تکرار غیرانتقادی داستان‌هایی از منابع دولتی ناشناس به‌عنوان اخبار مورد انتقاد قرار گرفته‌اند که بعداً نادرست بود.

### نژادپرستی
بی‌بی‌سی نیز به نژادپرستی متهم شده‌است. لنی هنری در یک سخنرانی برای انجمن تلویزیون سلطنتی در سال ۲۰۰۸ گفت که اقلیت‌های قومی در کمدی تلویزیونی «به طرز تاسف باری» مورد توجه قرار می‌گیرند و در طول ۳۲ سال حضورش در تلویزیون، در سطوح ارشد از نظر نمایندگی قومی تغییر چندانی نکرده‌است. جیمی مک گاورن نویسنده بریتانیایی، در مصاحبه ای در سال ۲۰۰۷، بی‌بی‌سی را «یکی از نژادپرستانه‌ترین موسسات در انگلستان» نامید.
در سال ۲۰۰۱، گرگ دایک، مدیر کل بی‌بی‌سی، گفت که بی‌بی‌سی «به طرز وحشتناکی سفیدپوست» است و به مشکلات «روابط نژادی» اذعان داشت. وی اذعان کرد که در حفظ کارمندان اقلیت با مشکل مواجه است و برنامه‌هایی را برای حل این مشکلات ترسیم کرده‌است.
راجه عمر، روزنامه‌نگار بریتانیایی متولد سومالی و خبرنگار جنگی سابق بی‌بی‌سی که از حمله آمریکا به عراق در سال ۲۰۰۳ خبر داد، پس از استعفا برای پیوستن به الجزیره در سال ۲۰۰۶، بی‌بی‌سی را «کلوپ مردان سفیدپوست» نامید. بعدها، در سال ۲۰۰۷، در حالی که با هانا پول از گاردین مصاحبه می‌کرد، بی‌بی‌سی را نیز به تبعیض طبقاتی متهم کرد.
بی‌بی‌سی که از نظر قانونی موظف است یک کارفرمای فرصت‌های برابر باشد، در سال ۲۰۱۲ در نظر داشت که ۱۲٫۵ درصد از کارکنانش از پیشینه قومی سیاه‌پوست یا اقلیت باشند (۱۲ درصد در ۳۱ ژانویه 2009). ساختمان‌های بی‌بی‌سی عمدتاً در مناطق شهری با جمعیت‌شناسی متنوع‌تر از کل کشور مستقر هستند. با این حال، بسیاری از کارکنان اقلیت قومی آن به عنوان نظافتچی و نگهبان امنیتی، نه مجری و برنامه ساز، استدلال شده‌اند. گاردین گزارش داد: «بی‌بی‌سی متعهد شده‌است که تعداد سیاه‌پوستان، آسیایی‌ها و اقلیت‌های قومی (BAME) را در طول سه سال آینده بیش از ۴۰ درصد افزایش دهد و تعداد مدیران ارشد آن گروه‌هایی که در آن کار می‌کنند تا سال ۲۰۲۰ تقریباً دو برابر شود.»
ایندارجیت سینگ، رئیس شبکه سازمان‌های سیک بریتانیا، از شبکه آسیایی بی‌بی‌سی، یک ایستگاه رادیویی که برای مخاطبان آسیای جنوبی در نظر گرفته شده‌است، انتقاد کرد: «ایستگاه‌هایی مانند شبکه آسیایی بی‌بی‌سی کار چندانی برای تشویق اتحاد و انسجام اجتماعی انجام نمی‌دهند.»
در سپتامبر ۲۰۱۹، واحد شکایات سرمقاله بی‌بی‌سی شکایتی مبنی بر اینکه ناگا مونچتی، مجری تلویزیونی، دستورالعمل‌های سرمقاله آنها را در انتقاد از اظهارات نژادپرستانه دونالد ترامپ، رئیس‌جمهور آمریکا دربارهٔ چهار نماینده ایالات متحده نقض کرده بود، تأیید کرد. این تصمیم توسط شبکه اقلیت‌های سیاه‌پوست و قومی بی‌بی‌سی (BAME) مورد انتقاد قرار گرفت و ۴۴ بازیگر، پخش‌کننده و روزنامه‌نگار انگلیسی با منشأ قومی در نامه‌ای از بی‌بی‌سی خواستند در تصمیم خود تجدید نظر کند. آفکام یک ارزیابی موازی از این تصمیم را آغاز کرد. همکار او، دن واکر، نیز در شکایت اولیه نام داشت، اما بی‌بی‌سی هیچ اقدامی علیه او انجام نداد، زیرا شکایت بعدی شاکی صرفاً بر مونچتی متمرکز بود. در پاسخ، تونی هال، مدیر کل بی‌بی‌سی، مداخله کرد و تصمیم شکایت خود را در ۳۰ سپتامبر لغو کرد.
در ژوئیه ۲۰۲۰، یک خبرنگار بی‌بی‌سی در گزارشی در مورد حمله یک کارمند و نوازنده ۲۱ ساله، از کلمه سیاه‌پوست استفاده کرد، در حالی که گزارشی از مهاجمان در جریان حمله می‌گفتند. این سبب شکایت وی بی‌بی‌سی شد.

### هموفوبیا
ایندیپندنت یافته‌های یک مطالعه دانشگاه لیدز را در مارس ۲۰۰۶ گزارش کرد که بی‌بی‌سی را متهم کرد که نسبت به «لزبین‌ها و همجنس‌گرایان، ارجاع به آن‌ها یا مسائل مرتبط» «همجنس‌گرا هراسی سازمانی» دارد. محققان لیدز دریافتند که از ۱۶۸ ساعت برنامه‌نویسی، تنها ۳۸ دقیقه (۰٫۴ درصد) به مسائل همجنس‌گرایان و همجنس‌گرایان پرداخته‌است و ۳۲ دقیقه (۸۰ درصد) منفی تلقی شده‌است. گروه‌های متمرکز مورد استفاده در این مطالعه بی‌بی‌سی را متهم کردند که بدترین پخش کننده از نظر مسائل همجنس گرایان و همجنس گرایان و نمایش آنها از جامعه ال‌جی‌بی‌تی است.
در سال ۲۰۱۵، بی‌بی‌سی به دلیل انتخاب بوکسور تایسون فیوری به عنوان شخصیت ورزشی سال، علیرغم اظهارات جنجالی که در مورد همجنس‌گرایی، زنان و سقط جنین انجام داده بود، مورد انتقاد قرار گرفت. اندی وست، خبرنگار بی‌بی‌سی ایرلند شمالی، پس از تعلیق به دلیل انتقاد علنی از این تصمیم، از بی‌بی‌سی استعفا داد.

### تراجنسیت هراسی
بی‌بی‌سی توسط سیاستمداران، روزنامه نگاران و جامعه ال‌جی‌بی‌تی متهم به تراجنسیت هراسی است.
در ژوئن ۲۰۲۰، نامه‌ای برای ابراز «نگرانی‌های جدی» در مورد پوشش بی‌بی‌سی در مورد مسائل تراجنسیتی‌ها به کمال احمد، سردبیر بی‌بی‌سی نیوز ارسال شد. این نامه توسط ۱۵۰ نفر نمایندگان پارلمان از جمله کریسپین بلانت، کرستی بلکمن و استوارت مک دونالد امضا شد. در این نامه شکایت شده‌است که بی‌بی‌سی درگیر «تبعیض نهادی» بوده و از تعهدات خود در ارائه گزارش‌های متعادل در پوشش داستان‌های مربوط به مسائل تراجنسیتی سوء استفاده کرده‌است. این گزارش ادعا کرد که پوشش بی‌بی‌سی شامل کمک‌هایی از منابع نامناسب خصمانه است، به گونه‌ای که با پوشش بی‌بی‌سی در مورد موضوعاتی که سایر گروه‌های اقلیت را تحت تأثیر قرار می‌دهد همخوانی ندارد و «به روزنامه‌نگاران ضد تراجنسیت اجازه داده می‌شود تا از تراجنسیت‌ها عکس بگیرند.».
در اکتبر ۲۰۲۰، بی‌بی‌سی قوانین بی‌طرفی به‌روزرسانی‌شده‌ای را برای کارکنان خبری خود صادر کرد که به دلیل تلقی مسائل حقوق دگرباشان جنسی به عنوان موضوعاتی سیاسی مورد انتقاد قرار گرفتند که روزنامه‌نگاران و کارکنان بی‌بی‌سی نباید به صورت علنی در هنگام اقدام در مقام شخصی، مسائلی را مطرح کنند. همچنین به کارکنان گفته شد که حضور در رویدادهای پراید و حمایت از حقوق تراجنسیتی‌ها می‌تواند الزامات بی‌طرفی را زیر پا بگذارد. گی تایمز ادعا کرد که هویت‌های ال‌جی‌بی‌تی را ذاتاً سیاسی می‌داند و این دستورالعمل‌ها را «تراجنسیت هراسی در لباس گوسفند» نامید.
بی‌بی‌سی همچنین به دلیل اینکه به مشارکت‌کنندگان اجازه می‌دهد تا افراد تراجنسیتی را بدون چالش تغییر جنسیت دهند و همه گروه‌های حمایت از تراجنسیتی‌ها را از صفحات خط مشاوره خود حذف کرده، مورد انتقاد قرار گرفته‌است.
در اکتبر ۲۰۲۱، مقاله‌ای که توسط بی‌بی‌سی نیوز تحت عنوان «ما تحت فشار برخی از زنان تراجنسیت برای رابطه جنسی قرار می‌گیریم» منتشر شد، از سوی جامعه دگرباشان جنسی، سازمان‌های خیریه مرتبط با تراجنسیت‌جنسیتی‌ها، روزنامه‌نگاران و کارکنان بی‌بی‌سی به عنوان تراجنسیت هراسی مورد انتقاد قرار گرفت. زیرا تمرکز ویژه مقاله بر روی استفاده از یک منبع قرار داشت: لیلی کید، ستاره فیلم بزرگسالان همجنس‌گرای جنسی، که قبل از انتشار به بی‌بی‌سی اطلاع داده بود که به چندین تجاوز جنسی متهم شده بود، و چند روز پس از انتشار مقاله، کید وبلاگی نوشت. پستی که خواستار «لینچ کردن» زنان خاص تراجنسیت شده‌است. نامه سرگشاده ای که خواستار پس گرفتن آن شد، ۲۰۰۰۰ امضا جمع کرد و اعتراضات متعددی در خارج از دفاتر بی‌بی‌سی برگزار شد. اگرچه مقاله بی‌بی‌سی ادعا می‌کند که با چندین زن تراجنسیتی برجسته برای این داستان تماس گرفته شده و «هیچ‌کدام از آنها نمی‌خواستند با کارولین لوبریج» خبرنگار بی‌بی‌سی صحبت کنند، چلسی پو، مجری بزرگسال تراجنسیتی، اظهار داشت که این «کاملاً نادرست است» و مصاحبه او با این روزنامه‌نگار از داستان حذف شد، ادعایی که بررسی پینک نیوز از مکاتبات پو و لوبریج و همچنین منبعی از بی‌بی‌سی که نشان داد مصاحبه پو به دلیل عدم مرتبط بودن درج نشده‌است.

### حفاظت از بی‌طرفی در قرن بیست و یکم
گزارشی که توسط بی‌بی‌سی تراست، با عنوان حفاظت از بی‌طرفی در قرن بیست و یکم، در ژوئن ۲۰۰۷ منتشر شد، تأکید کرد که بی‌بی‌سی نیاز به مراقبت بیشتری در بی‌طرف بودن دارد. در این بیانیه آمده‌است که بی‌بی‌سی با نمایش قسمتی از مجموعه تلویزیونی جانشین دیبلی که به تبلیغ کمپین فقر را تاریخ سازی کنید، می‌پرداخت، دستورالعمل‌های خود را زیر پا گذاشته‌است. این تعصب به عنوان نتیجه فرهنگ لیبرال بی‌بی‌سی توضیح داده شد. رونوشت سمینار بی‌طرفی به عنوان ضمیمه منتشر شده جداگانه به گزارش موجود است که از طریق بی‌بی‌سی تراست در دسترس است.
پس از انتشار گزارش‌های مطبوعاتی مبنی بر اینکه کارمندان بی‌بی‌سی مقاله ویکی‌پدیا را ویرایش کرده‌اند، بی‌بی‌سی دستورالعمل‌های جدیدی صادر کرد که کارکنان بی‌بی‌سی را از «ضدعفونی کردن» مقاله‌های ویکی‌پدیا دربارهٔ بی‌بی‌سی منع کرد.

### مهاجرت و اتحادیه اروپا
در سال ۲۰۰۵، دو گزارش مستقل، پوشش بی‌بی‌سی از اتحادیه اروپا را نسبتاً ناکافی ارزیابی کردند و یکی از گزارش‌ها به «سوگیری فرهنگی و غیرعمدی» اشاره شده‌است.
در ژوئیه ۲۰۱۳، گزارشی به سفارش بی‌بی‌سی تراست نشان داد که سازمان در انعکاس نگرانی‌های عمومی گسترده در مورد مهاجرت به بریتانیا و تغییر نگرش عمومی نسبت به اتحادیه اروپا کند بوده‌است. این گزارش که توسط استوارت پربل منتشر شده‌است، بیان می‌کند که هلن بودن، مدیر سابق بی‌بی‌سی نیوز، گفته بود که وقتی به این سازمان رسید، «سوگیری عمیق لیبرالی» در رسیدگی به مسائل مهاجرت وجود داشته‌است. همچنین بیان کرد که در داخل بی‌بی‌سی، «دستور کار بحث احتمالاً بیش از حد مبتنی بر دیدگاه‌های سیاستمداران است» اما «به‌طور کلی وسعت نظرات منعکس‌شده توسط بی‌بی‌سی در مورد این موضوع گسترده و چشمگیر است و هیچ مدرک قانع‌کننده‌ای یافت نشد. که امروزه به حوزه‌های مهم نظری اهمیت داده نمی‌شود». همچنین بیان کرد که بی‌بی‌سی «در دادن اهمیت مناسب به وزن فزاینده نظرات مخالف عضویت بریتانیا در اتحادیه اروپا کند بود، اما در زمان‌های اخیر به تعادل بهتری دست یافته‌است».
در مقابل، در سال ۲۰۱۸، رابرت پستون، روزنامه‌نگار سابق بی‌بی‌سی (در حال حاضر آی‌تی‌وی) سازمان را به عدم اعتماد به نفس کافی در اشاره به استدلال‌های نادرست در طول مبارزات انتخاباتی و ارائه یک توازن نادرست از بی‌طرفی متهم کرد. پستون گفت که این سازمان «افرادی را با دیدگاه‌های کاملاً متضاد انتخاب می‌کند و به بینندگان و شنوندگان خود هیچ کمکی در ارزیابی اینکه کدامیک نابغه است، نمی‌کند. روزنامه‌نگاری بی‌طرف به این معنا نیست که به دو نفر که یکی می‌گوید دنیا مسطح است و دیگری می‌گوید دنیا گرد است، وقت برابر دهد».

### صحت سیاسی
جرمی کلارکسون، کارمند سابق بی‌بی‌سی، در سخنرانی در صرافی چین در سوهو لندن، زمانی را به یاد می‌آورد که توسط این شرکت به نژادپرستی متهم شد: «صحت سیاسی خسته‌کننده است. ما واقعاً در بی‌بی‌سی از آن رنج می‌بردیم. یادم می‌آید که برای دیدن دنی کوهن تماس گرفتم… او گفت: «می‌دانم که شما یک سگ جدید دارید و اسمش را دیدیه دوگبا گذاشته‌اید. این نژادپرستانه است.»
در اکتبر ۲۰۱۹، ایندارجیت سینگ برنامه فکری برای روز را در رادیو بی‌بی‌سی ۴ ترک کرد و بی‌بی‌سی را به «احساس نابجای درستی سیاسی» متهم کرد. بی‌بی‌سی از پخش آیتمی در یادبود یک گور و مذهب سیک که به دلیل مخالفت با مسلمان شدن اجباری هندوها در قرن هفدهم اعدام شده بود، توسط بی‌بی‌سی ممانعت به عمل آمد، زیرا ممکن است مسلمانان را آزار دهد، اگرچه هیچ انتقادی از اسلام وجود نداشت.

## جنوب آسیا
کریستوفر بوکر، روزنامه‌نگار، از بی‌بی‌سی به‌خاطر پوشش موضوعات مرتبط با هند انتقاد کرده‌است. او نتیجه می‌گیرد که تلاش‌های بی‌بی‌سی برای تقویت کلیشه‌های جنوب آسیایی مستقیماً مسئول آسیب رساندن به وجهه هند و تشویق حوادث نژادپرستانه علیه هندی‌ها، مانند جنجال کارآموزی دانشگاه لایپزیگ بوده‌است. در سال ۲۰۰۹، عادل ری مجری از این موضوع حمایت کرده بود که سیک‌ها نباید همیشه کرپان، خنجر تشریفاتی و آیتم کلیدی ایمان خود را حمل کنند. بی‌بی‌سی این اتهام را رد کرد اما این برنامه را از وب سایت خود حذف کرد.
آلسدیر پینکرتون در سال ۲۰۰۸ که برای مجله تاریخی فیلم، رادیو و تلویزیون می‌نویسد، پوشش هند توسط بی‌بی‌سی از استقلال هند از سلطه بریتانیا در سال ۱۹۴۷ تا سال ۲۰۰۸ را تحلیل کرد. پینکرتون تاریخ پر فراز و نشیبی را مشاهده کرد که شامل ادعاهای سوگیری ضد هند در گزارش‌های بی‌بی‌سی، به ویژه در دوران جنگ سرد بود، و به این نتیجه رسید که پوشش بی‌بی‌سی از ژئوپلیتیک و اقتصاد جنوب آسیا، به دلیل امپریالیستی ادعایی بی‌بی‌سی، یک تعصب فراگیر و خصمانه ضد هند را نشان می‌دهد. و موضع نئواستعماری در سال ۲۰۰۸، بی‌بی‌سی به دلیل اشاره به افرادی که حملات نوامبر ۲۰۰۸ بمبئی را انجام دادند، به‌عنوان «مرد مسلح» به جای «تروریست» برای توصیف حملات در بریتانیا مورد انتقاد قرار گرفت. در اعتراض به استفاده از کلمه «مرد مسلح» توسط بی‌بی‌سی، ام.جی. اکبر روزنامه‌نگار از شرکت در مصاحبه پس از حملات بمبئی خودداری کرد و از گزارش بی‌بی‌سی از این حادثه انتقاد کرد.
در سال ۲۰۱۱، انجمن اپراتورهای کابلی پاکستان (COAP) پس از پخش مستندی که پاکستان را به عدم اجرای تعهدات خود در جنگ علیه تروریسم متهم کرد، اخبار بی‌بی‌سی را به «تبلیغات ضد پاکستانی» متهم و آن را ممنوع کرد. بی‌بی‌سی این ممنوعیت را به عنوان حمله ای به استقلال سرمقاله خود محکوم کرد، در حالی که انجمن اپراتورهای کابلی پاکستان پاسخ داد که از نظر قانونی موظف به اجازه کانال‌های خارجی نیست. بعداً، یوسف رضا گیلانی، نخست‌وزیر پاکستان، خواستار آزادی بیان بیشتر در پاکستان شد و خواستار فعالیت بی‌بی‌سی در پاکستان شد.
بی‌بی‌سی مدعی شد که ارتش هند به زیارتگاه مقدس مسلمانان، مقبره شیخ نورالدین نورانی یورش برده‌است و تنها پس از انتقاد شدید این ادعا را پس گرفت.
گزارش بی‌بی‌سی در سال ۲۰۱۹ ارتش پاکستان را به ارتکاب نقض حقوق بشر در جریان جنگ پاکستان علیه تروریسم در استان خیبر پختونخوا متهم کرد. نیروهای مسلح پاکستان این گزارش را رد کردند، و وزارت اطلاعات پاکستان شکایتی را در دفتر ارتباطات بریتانیا ثبت کرد.
در سال ۲۰۲۱، زمانی که کریستین فیر شروع به توضیح بیشتر در مورد پیوندهای پاکستان و طالبان کرد، مصاحبه بی‌بی‌سی با کریستین فیر، دانشمند علوم سیاسی، توسط فیلیپا توماس، مجری اخبار، قطع شد و فیر از آن موضوع رد شد. این موضوع باعث شد تا بی‌بی‌سی در رسانه‌های اجتماعی به طرفداری از پاکستان متهم شود.

### انتقاد از گزارش بی‌بی‌سی دربارهٔ درگیری اسرائیل و فلسطین
برخی می‌گویند گزارش‌های خبری بی‌بی‌سی با جانبداری از اسرائیل رنج‌های مردم فلسطین را آن گونه که باید منعکس ننموده‌است. بی‌بی‌سی همچنین از پخش آگهی‌هایی برای جمع‌آوری کمک به مردم غزه امتناع کرده‌است. اما از سوی دیگر ادعا شده‌است که اخبار بی.بی. سی متهم به تمایلات سیستماتیک ضد اسرائیلی می‌شود.
در مورخه ۱۰ اکتبر سال ۲۰۰۶، کریس هاستینگز و بت جونز خبرنگاران تلگراف فاش کردند که بی‌بی‌سی هزاران پوند برای جلوگیری از انتشار گزارشی ۲۰۰۰۰ کلمه‌ای هزینه نموده‌است که گفته می‌شود شامل شواهدی دال بر تمایلات ضد اسرائیلی در برنامه‌های خبری بی‌بی‌سی بوده‌است. بی‌بی‌سی شدیداً خواستار اقدام اساسی دادگاه عالی در جهت جلوگیری از انتشار گزارش بالن تحت مفاد قانون آزادی اطلاعات نموده‌است و این درحالیست که خبرنگاران بی‌بی‌سی اغلب از این قانون جهت پیگیری مسائل ژورنالیستی خود بهره می‌جویند. این مسئله باعث افزایش سوءظن دربارهٔ گزارش مذکور می‌گردد.
بی.بی. سی در دفاع از خود اقدام به انجام یک تحقیق در خصوص پوشش اخبار اسرائیل و فلسطین خود نمود. در آوریل ۲۰۰۶، از این گزارش نتیجه‌گیری شد که هیچ نوع اغراض عمدی یا سیستماتیک وجود نداشته‌است. لکن آن پوشش گاهی شمایی جزئی ارائه می‌داد که بر فهم بینندگان از وضعیت تأثیر می‌گذاشت، اما استفاده مؤسسه از لفظ «بیطرف» جنگ طلب به نحو شدید تر آن، و نهایتاً استفاده دقیق از واژه تروریست به صورت غیرضروری تحریک آمیز بود. ا این حال، پوشش آن «ناسازگار»، «همیشه تصویر کامل ارائه نمی‌کرد» و «گمراه‌کننده» بود، و بی‌بی‌سی نتوانست به‌اندازه کافی سختی‌های فلسطینی‌هایی را که تحت اشغال زندگی می‌کردند گزارش کند.
ریچارد اینگرامز از یافته‌های این گزارش در مورد کمبود گزارش بی‌بی‌سی دربارهٔ مشکلاتی که فلسطینی‌ها با آن روبه‌رو هستند، در ایندیپندنت نوشت: «هیچ آدم عاقلی نمی‌تواند با این قضاوت مخالفت کند». مارتین واکر، سردبیر وقت یونایتد پرس اینترنشنال، موافق بود که این گزارش حاکی از طرفداری از اسرائیل است، اما گفت که این پیشنهاد «تعریف‌های تمسخرآمیز در اتاق خبر من ایجاد کرد» و در ادامه تعدادی از قسمت‌های آنچه را که به نظر او طرفدار آشکار بی‌بی‌سی بود فهرست کرد. مایکل گوو، نماینده محافظه کار، در مجله چشم‌انداز نوشت که این گزارش نه مستقل است و نه عینی.
بعضی از این اتهامات از سوی گروه‌های طرفدار اسرائیل وارد می‌شوند. به‌عنوان مثال، تأمین مالی سایت honestreporting.co.uk یکی از شاخص‌ترین منتقدین بی.بی. سی توسط مؤسسه مالی آئیش هاتورا واقع در اورشلیم انجام می‌گردید. به همین شکل طرفداری افراد وابسته به کلیسای انگلیس از اسرائیل باعث مذمت بی.بی. سی دربارهٔ تمایلات واضح ضد اسرائیلی آن گردید.
یش از ۱۱۰۰۰ شکایت در یک بازه زمانی سه روزه ثبت شد. مارک تامپسون، مدیر کل بی‌بی‌سی، توضیح داد که بی‌بی‌سی موظف است که مناقشه غزه را به شیوه‌ای «متوازن و عینی» پوشش دهد و نگران تأیید چیزی است که می‌تواند «یک طرف حامی را پیشنهاد کند». سیاستمدارانی مانند تونی بن منع درخواست تجدیدنظر بی‌بی‌سی را شکستند و فراخوان غزه را در اخبار بی‌بی‌سی پخش کردند: «اگر بی‌بی‌سی درخواست تجدیدنظر را پخش نکند، پس من خودم این کار را انجام می‌دهم». او افزود که «هیچ‌کس [که برای پخش کننده کار می‌کند] با کاری که بی‌بی‌سی انجام داده موافق نیست».
داگلاس دیویس، خبرنگار لندنی جروزالم پست، بی‌بی‌سی را به ضد اسرائیلی بودن متهم کرد. او نوشت که پوشش بی‌بی‌سی از مناقشه اعراب و اسرائیل «تصویر اسرائیل به‌عنوان یک دولت شیطانی و جنایتکار و اسرائیلی‌ها به‌عنوان سرکوبگران بی‌رحم» است و شبیه «کمپین توهین‌آمیز» است که دولت اسرائیل را مشروعیت‌زدایی کرده‌است. " انگلیکان‌ها برای اسرائیل "، گروه فشار حامی اسرائیل، بی‌بی‌سی را به دلیل تعصب آشکار ضد اسرائیلی مورد سرزنش قرار داد.
در ۱۴ مارس ۲۰۰۸، بی‌بی‌سی در مقاله‌ای در وب‌سایت خود دربارهٔ عملیات ارتش اسرائیل پذیرفت که «نیروی هوایی اسرائیل گفته‌است که یک تیم شلیک موشک را هدف قرار داده‌است. بان کی مون، دبیرکل سازمان ملل متحد، حملات اسرائیل به غیرنظامیان فلسطینی را محکوم کرده و آنها را نامناسب و نامتناسب خوانده‌است. این ماده همچنین اصلاح شد تا اشاره «حمله اسرائیل به غیرنظامیان» را حذف کند، زیرا اظهارات منسوب بان هفته‌ها قبل از آن به شورای امنیت سازمان ملل ارائه شده بود و ربطی به حمله اخیر نداشت. در واقع، او هرگز از چنین اصطلاحاتی استفاده نکرده بود.
در سال ۲۰۱۰، بی‌بی‌سی در مستند خود در مورد حمله ناوگان غزه به طرفداری از اسرائیل متهم شد. مستند بی‌بی‌سی به این نتیجه رسید که نیروهای اسرائیلی با یک حمله خشونت‌آمیز از پیش برنامه‌ریزی‌شده توسط گروهی از فعالان تندرو، که قصد سازماندهی یک اقدام سیاسی برای فشار بر اسرائیل را داشتند، مواجه شده‌اند. این برنامه توسط منتقدان اسرائیل به عنوان «سوگیرانه» مورد انتقاد قرار گرفت و کمپین همبستگی فلسطین این سؤال را مطرح کرد که چرا ارتش اسرائیل در صورت داشتن اهداف صلح آمیز، شبانه به کشتی‌سوار شد. شاهد عینی کن اوکیف، بی‌بی‌سی را به تحریف دستگیری، درمان پزشکی و آزادی نهایی سه کماندوی اسرائیلی در داستان کماندوهای قهرمان خود متهم کرد. آنتونی لاوسون یک ویدئوی ۱۵ دقیقه‌ای تهیه کرد که در آن سوگیری ادعایی بی‌بی‌سی را شرح می‌داد.
بر اساس نظرسنجی انجام شده توسط مؤسسه تحقیقات سیاست یهود روی بیش از ۴۰۰۰ پاسخ دهنده، نزدیک به ۸۰ درصد از یهودیان بریتانیا معتقدند که بی‌بی‌سی علیه اسرائیل مغرضانه است. تنها ۱۴ درصد از یهودیان بریتانیا معتقدند که پوشش بی‌بی‌سی از اسرائیل «متوازن» است.
مارتین واکر از خبرگزاری یونایتد پرس اینترنشنال در مقاله‌ای که در «تایمز» به‌چاپ رسید، از شک خود در تحقیقات مستقل خبر داد. او اعتقاد داشت که گزارش دو ایراد اصلی داشته‌است. اول آنکه طول دوره زمانی گزارش (اوت ۲۰۰۵ تا ژانویه ۲۰۰۶) در حول و حوش عقب‌نشینی اسرائیل از غزه و سکته مغزی آریل شارون بوده‌است، او اعتقاد دارد که در این زمان طرف اسرائیلی می‌باید به صورت طبیعی پوششی مثبت داشته باشد. دوم آن که گزارش تنها به پوشش داخلی بی.بی. سی نظر داشته و بنابراین مسائل خارجی سرویس جهانی بی‌بی‌سی و بی.بی. سی جهانی را در نظر نگرفته‌است.

### انتقاد از گزارش بی‌بی‌سی دربارهٔ درگیری اسرائیل و حزب‌الله
در دوره جنگ اسرائیل و لبنان در اسرائیل گزارش‌هایی مبنی بر تمایل مثبت بی.بی. سی نسبت به حزب‌الله منتشر گردید. مقامات دیپلماتیک اسرائیل برنامه‌های خبری بی‌بی‌سی را تحریم کردند، از مصاحبه‌ها خودداری کردند و خبرنگاران را از جلسات توجیهی محروم کردند، زیرا مقامات اسرائیلی معتقد بودند که گزارش‌های بی‌بی‌سی مغرضانه است: «گزارش‌هایی که ما می‌بینیم این تصور را ایجاد می‌کند که بی‌بی‌سی به جای اینکه از حزب‌الله کار کند، از طرف حزب‌الله کار می‌کند» برخی از منابع یهودی از پوشش خبری بی.بی. سی دفاع نمودند. فرانسسکا آنسورث، رئیس کنفرانس خبری بی‌بی‌سی از پوشش اخبار دفاع کرد که باعث محکومیت از جانب گروه‌ها و منابع ضد اسرائیلی گردید. همچنین مباحثی دال بر حیله‌های منتسب به حزب‌الله در خصوص همکاری این گروه با شبکه‌های خبری مختلف در انعکاس نادرست یا بیش از حد چشمگیر نشان دادن خرابی‌های جنگ و نتایج بمباران‌های اسرائیل مطرح گردیدند. تحلیل گران طرفدار اسرائیل مانند تام گراس اعتقاد داشتند که بی.بی. سی به ضدیت با اسرائیل و طرفداری از حزب‌الله پرداخته‌است، اگرچه بی.بی.سی. نیز قویاً با این افراد به مخالفت پرداخت.

### تحقیق هاتون: گزارش‌های سفید از حمله به عراق
بی‌بی‌سی به دلیل پوشش رویدادهای قبل از حمله به عراق در سال ۲۰۰۳ مورد انتقاد قرار گرفت. جنجال بر سر آنچه که به عنوان «جنسیت» پرونده جنگ در عراق توسط دولت توصیف می‌شود، منجر به انتقاد از بی‌بی‌سی توسط تحقیقات هاتون شد، اگرچه این یافته توسط مطبوعات بریتانیا که مارک تجاری با عنوان سفنشان می‌دادند بسیار مورد مناقشه قرار گرفت. آن را به عنوان سفیدپوش دولتی.
رئیس بی‌بی‌سی و مدیرکل آن پس از تحقیقات استعفا دادند و لرد رایدر معاون رئیس‌جمهور عذرخواهی عمومی از دولت کرد که نورمن بیکر، نماینده لیبرال دموکرات، آن را به‌عنوان «چنین تسلیم‌گریزی توصیف کرد که می‌خواستم وقتی آن را شنیدم از خود بلند شوم».

### گزارش‌های کم عمق و پرشور از بهار عربی
در ژوئن ۲۰۱۲، بی‌بی‌سی اعتراف کرد که در پوشش خبری ناآرامی‌ها مرتکب «اشتباهات بزرگ» شده‌است. در یک گزارش ۸۹ صفحه‌ای، ۹ صفحه به پوشش خبری بی‌بی‌سی از بحرین اختصاص یافت و شامل اعترافاتی بود مبنی بر اینکه بی‌بی‌سی «جنبه فرقه ای درگیری را کمرنگ کرده‌است» و «به اندازه کافی دیدگاه حامیان سلطنت را منتقل نکرده‌است» با شکست تلاش‌های ولیعهد سلمان بن حمد آل خلیفه برای «برقراری گفت وگو با مخالفان». این گزارش می‌افزاید که «به نظر می‌رسد دولت با حسن نیت تلاش‌هایی برای کاهش تنش انجام داده‌است»، به ویژه در حالی که پوشش بی‌بی‌سی از ناآرامی‌ها به میزان قابل توجهی کاهش یافته‌است و بسیاری از مردم شکایت کرده‌اند که پوشش آنها «کاملاً یک طرفه» بوده‌است.

### هندوستان
الاسدیر پینکرتون (به انگلیسی: Alasdair Pinkerton) با مقاله‌ای در «ژورنال تاریخی رادیو، فیلم و تلویزیون» (به انگلیسی: Historical Journal of Film Radio and Television) و آجای کی ری (به انگلیسی: Ajai K. Rai) در نشریهٔ «مؤسسهٔ مطالعات دفاعی و استراتژیک» بی‌بی‌سی را به تهیه گزارش‌ها ضد هندی در مسئلهٔ کشمیر متهم نمود. همچنین برخی سازمان‌های هندوان در بریتانیا نیز بی‌بی‌سی را مجری هدایت سیاست‌های ضد هندو می‌دانند.

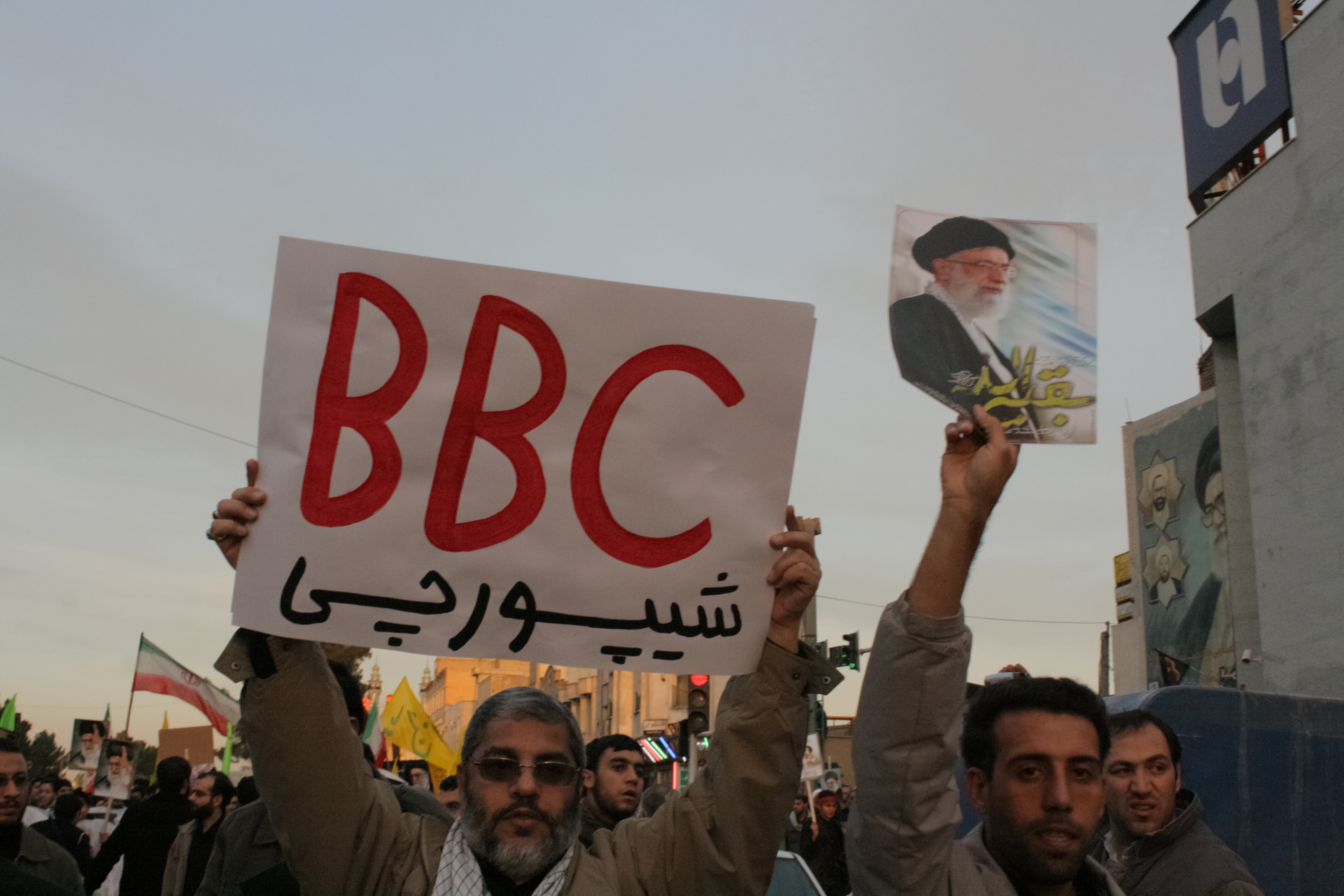
شعار نویسی یک منتقد شبکه بی بی سی در یک راهپیمایی اعتراضی، مقابل خانه یوسف صانعی در سال ۱۳۸۸ (نوشته روی پلاکارد: بی‌بی‌سی شیپورچی)

## ایران
در سال ۲۰۰۹ شبکهٔ پخش خبری زنده بی‌بی‌سی فارسی راه‌اندازی شد. بودجه سالانهٔ این شبکه ۱۵ میلیون پوند (تقریبا ۱۸ میلیون دلار) می‌باشد. افتتاح این شبکهٔ خبری فارسی‌زبان از همان ابتدا با ابراز نگرانی مقامات جمهوری اسلامی ایران همراه بود. مقامات ایران این نگرانی را داشتند که این شبکهٔ خبری زنده، تبدیل به سخنگوی منتقدان حکومت می‌شود. غلامحسین محسنی اژه‌ای، وزیر وقت اطلاعات ایران، قبل از انتخابات ریاست جمهوری مناقشه‌برانگیز سال ۱۳۸۸ گفت: «برخی از سرویس‌های جاسوسی ممکن است از کانال‌های روزنامه‌نگاری برای فعالیت‌های خود استفاده کنند، که این امر پیش از انتخابات [ریاست جمهوری] افزایش می‌یابد.» اما بهروز آفاق، رئیس منطقه‌ای آسیایی و اقیانوس آرام سرویس جهانی بی‌بی‌سی که شامل ایران نیز می‌شود، در گفتگویی با فاینانشیال تایمز گفت که تلویزیون فارسی بی‌بی‌سی «تریبونی علیه هیچ شخص خاصی نیست» و بی‌بی‌سی فارسی [در بخش‌های خبری] پذیرای مقامات ایرانی نیز خواهد بود. با این وجود بهروز آفاق پوشش اخبار ایران از لندن را «دشوار» توصیف کرد؛ بنابراین یک ماه قبل از افتتاح رسمی بی‌بی‌سی فارسی، تعداد از روزنامه‌نگاران و خبرنگاران در ایران به جرم تهیه اخبار و گزارش برای این شبکه دستگیر شدند. این دستگیری‌ها توسط حکومت ایران، به تلاشی برای ایجاد ارعاب و ترس برای متوقف کردن هرگونه همکاری آیندهٔ خبرنگاران داخلی با بی‌بی‌سی فارسی تعبیر شد. در ادامه نیز حکومت ایران، درخواست بی‌بی‌سی فارسی برای افتتاح دفتر در ایران را رد کرد.

#### بودجه و هزینه
خبرگزاری فارس، وابسته به سپاه پاسداران، در گزارشی در سال ۱۳۸۸ مدعی می‌شود که برای راه‌اندازی بخش فارسی بی‌بی‌سی بیش از ۲۶۵ میلیون پوند هزینه شده‌است. به عقیدهٔ این خبرگزاری این رقم در اقتصاد جهانی که با تورم مواجه است، هزینه بالایی محسوب می‌شود؛ بنابراین می‌توان چنین استنباط کرد که صرف چنین مبالغی از سوی دولتمردان انگلیسی نمی‌تواند بی‌دلیل باشد و این شبکه اهدافی به جز اطلاع‌رسانی صرف را دنبال می‌کند.

#### کودتای ۲۸ مرداد
برخی معتقدند که بی‌بی‌سی در کودتای ۲۸ مرداد شرکت کرده و در یکی از برنامه‌های رادیو بی‌بی‌سی به زبان انگلیسی پیام رمزی برای شاه ایران ارسال شده که حاکی از حمایت بریتانیا از کودتا علیه دولت دکتر مصدق بوده‌است. به باور این افراد در نیمه شب روز ۲۴ مرداد ۱۳۳۲ رمز عملیات آژاکس با عنوان «اکنون دقیقاً نیمه شب است» به جای «اکنون نیمه شب است» از رادیو بی‌بی‌سی اعلام شده‌است. بی‌بی‌سی فارسی با وجود اذعان به نقش این رادیو در پیشبرد تبلیغات دولت انگلستان علیه مصدق، این مسئله را که بی‌بی‌سی در نیمه‌شب برنامه‌ای داشته‌است رد می‌کند. سِر شاپور ریپورتر از رهبران کودتای ۲۸ مرداد نیز قبلاً در سال‌های کار در اینتلیجنس سرویس در بخش فارسی رادیو دهلی و بعداً بی‌بی‌سی کار می‌کرد.

#### انتخابات ریاست جمهوری سال ۸۸
در پی اعتراضات مردم ایران به نتایج دهمین دوره انتخابات ریاست جمهوری ایران، بی‌بی‌سی و به‌خصوص بخش فارسی بی‌بی‌سی، از سوی مقامات نظام جمهوری اسلامی ایران، متهم شد که «در کانون جنگ روانی قرار دارد و تظاهرات خیابانی را سازمان می‌دهد».

## تعصب ضد آمریکایی
در اکتبر ۲۰۰۶، گزارشگر ارشد رادیویی اخبار بی‌بی‌سی از سال ۲۰۰۱ و خبرنگار واشینگتن دی سی، جاستین وب، گفت که بی‌بی‌سی به قدری علیه آمریکا مغرضانه است که مارک بایفورد، معاون مدیر کل، مخفیانه موافقت کرده بود که به او کمک کند تا اصلاح کند. در گزارش‌های خود و اینکه بی‌بی‌سی با آمریکا با تمسخر رفتار می‌کند و «هیچ ارزش اخلاقی» به آن نمی‌دهد.
در آوریل ۲۰۰۷، وب یک مجموعه سه قسمتی را برای رادیو بی‌بی‌سی 4 ارائه کرد، مرگ بر آمریکا: بررسی ضد آمریکایی‌گرایی، که در آن او تصور رایج از ایالات متحده به عنوان یک قلدر بین‌المللی و یک قدرت امپریالیستی مدرن را به چالش کشید.
بیل آوریلی، مفسر محافظه‌کار خبری آمریکایی، بارها و بارها به دنبال جلب توجه به آنچه او «فرهنگ لیبرال ذاتی بی‌بی‌سی» می‌خواند، بود.

#### خصومت با کلیسای کاتولیک
رهبران برجسته کاتولیک از بی‌بی‌سی به دلیل داشتن تعصبات ضد کاتولیک و نشان دادن خصومت نسبت به کلیسای کاتولیک انتقاد کرده‌اند.
بی‌بی‌سی همچنین به دلیل بازیافت اخبار قدیمی و «بی‌حساسیت» و زمان‌بندی بد زمانی که تصمیم گرفت برنامه‌های کنیون مقابله می‌کند و جنسیت و شهر مقدس را همزمان با بیست و پنجمین سالگرد پاپ ژان پل دوم پخش کند مورد انتقاد مادر ترزا قرار گرفته‌است.
در سال ۲۰۰۳، بی‌بی‌سی پاپ تاون را برنامه‌ریزی کرده بود، یک مجموعه کارتونی ده قسمتی که «پاپ کودکی را نشان می‌داد که در اطراف واتیکان با یک پوگوستیک می‌پرید». این طرح‌ها پس از آن که خشم و انتقاد شدید مسیحیان کاتولیک را برانگیخت، لغو شد.

#### جری اسپرینگر: اپرا
در ژانویه ۲۰۰۵، بی‌بی‌سی جری اسپرینگر: اپرا را پخش کرد که در نهایت منجر به شکایت حدود ۵۵۰۰۰ شکایت به بی‌بی‌سی از طرف کسانی شد که از توهین‌های ادعایی اپرا علیه مسیحیت ناراحت بودند. پیش از پخش، که بی‌بی‌سی هشدار داده بود «حاوی زبان و محتوایی است که برای برخی سلیقه‌ها نیست»، اما مدیر مدیاواچ انگلستان، جان بایر، به مدیرکل نامه نوشت و از بی‌بی‌سی خواست تا برنامه را کنار بگذارد. «پرداخت کنندگان هزینه مجوز انتظار ندارند که بی‌بی‌سی مرزهای سلیقه و نجابت را به این طریق به عقب براند.» بی‌بی‌سی بیانیه‌ای صادر کرد: «به‌عنوان یک پخش‌کننده خدمات عمومی، این وظیفه بی‌بی‌سی است که مجموعه‌ای از برنامه‌ها را پخش کند که برای همه مخاطبان - با سلایق و علایق بسیار متفاوت - که امروز در بریتانیا حضور دارند جذاب باشد.»
قبل از پخش، حدود ۱۵۰ نفر با پلاکاردهایی در مقابل مرکز تلویزیون بی‌بی‌سی در شپردز بوش تظاهرات کردند. روز دوشنبه پس از پخش، که حدود دو میلیون بیننده آن را تماشا کردند، روزنامه تایمز اعلام کرد که مدیران بی‌بی‌سی پس از انتشار آدرس و شماره تلفن‌شان در وب‌سایت صدای مسیحی، تهدید به مرگ شده‌اند. بی‌بی‌سی قبل از پخش حدود ۳۵۰۰۰ شکایت دریافت کرده بود، اما تنها ۳۵۰ تماس را پس از پخش گزارش داد که بین کسانی که از تولید تمجید می‌کردند و کسانی که از آن شکایت داشتند تقسیم شد.
یک گروه مسیحی تلاش کرد به دلیل توهین به بی‌بی‌سی تعقیب کیفری خصوصی انجام دهد، و گروهی دیگر خواستار بررسی قضایی این تصمیم شدند.
در مارس ۲۰۰۵، شورای حکام بی‌بی‌سی تشکیل جلسه داد و شکایات را بررسی کرد که با ۴ به یک رد شد.

#### آمریکا، اروپا و مسائل فرهنگی
اتهامات خاص تلگراف حول محور ضدآمریکایی بودن بنگاه، طرفداری از فلسطینیان و حمایت از اتحادیه اروپا می‌گردند. در سال ۲۰۰۵ یک گزارش توسط خود بی‌بی‌سی مٶید آن بود که این بنگاه تمایلی به پاسخ گویی به شبهات مربوط به اتحادیه اروپا را ندارد.
جف رندال سردبیر اقتصادی سابق بی.بی. سی اظهار داشته‌است که یک مدیر ارشد خبری مؤسسه به او گفته که «بی‌بی‌سی در پوشش فرهنگی بی‌طرف عمل نمی‌کند: مؤسسه به این اصل اعتقاد داشته و در پیشرفت آن ساعی است.» جاستین وب خبرنگار واشینگتن اظهار می‌دارد که رفتار بی‌بی‌سی نسبت به ایالات متحده آمریکا اهانت آمیز و مایه تمسخر بوده و هیچ ارزشی برای آن قائل نیست. او معتقد است که گزارش‌های او توسط قائم مقام مدیرکل، مارک بایفورد، دست‌کاری شده‌اند. اندرو مارر خبرنگار سیاسی نیز ادعا نموده‌است که «بی‌بی‌سی بی‌طرف و بی غرض با مسائل روبرو نمی‌شود و در آن شمار بیش از اندازه‌ای از جوانان، اقلیت‌های نژادی و همجنس‌گرایان مشغول به کار هستند. این بنگاه دارای تمایلات سیاسی می‌باشد ولی نه به اندازهٔ یک حزب سیاسی. بهتر است از آن به‌عنوان یک جانبداری لیبرال فرهنگی نام برد.».

## تعصب طرفدار مسلمانان

#### گزارش نامتناسب در مورد مسلمانان نسبت به سایر ادیان
رهبران هندو و سیک در بریتانیا بی‌بی‌سی را متهم کرده‌اند که با ساخت تعداد نامتناسبی از برنامه‌های مربوط به اسلام به بهای پوشش سایر ادیان آسیایی، مانند سیک و هندوئیسم، جامعه مسلمانان بریتانیا را تحت تأثیر قرار می‌دهد. مایکل واکلین، رئیس دین و اخلاق بی‌بی‌سی، در ژوئیه ۲۰۰۸ در نامه‌ای به شبکه سازمان‌های سیک (NSO) هرگونه سوگیری را رد کرد. سخنگوی بی‌بی‌سی گفت که این بی‌بی‌سی متعهد به نمایندگی از همه ادیان و جوامع بریتانیا است.
تعدادی از نمایندگان پارلمان، از جمله راب ماریس و کیت واز، از بی‌بی‌سی خواستند تا برای نمایندگی مذاهب اقلیت بریتانیا اقدامات بیشتری انجام دهد. واز گفت: من ناامید هستم. «این درست است که به عنوان پرداخت کنندگان هزینه مجوز، همه مذاهب به گونه ای نمایندگی شوند که آینه آرایش آنها در جامعه باشد. من امیدوارم که بی‌بی‌سی در سال آینده برنامه خود به این مشکل رسیدگی کند.»

#### سرکوب پوشش قتل کریس دونالد
در ۱۵ مارس ۲۰۰۴، یک پسر ۱۵ ساله اسکاتلندی دزدیده شد، شکنجه شد، چندین ضربه چاقو خورد و سپس توسط گروهی از مردان مسلمان بریتانیایی پاکستانی الاصل زنده زنده سوزانده شد. بی‌بی‌سی توسط برخی از بینندگان مورد انتقاد قرار گرفت زیرا این پرونده تنها سه بار در اخبار ملی منتشر شد و دادگاه اول بعداً تا حد زیادی به بولتن‌های منطقه ای اسکاتلندی از جمله خود حکم محدود شد. فران آنسورث، رئیس گردآوری اخبار این سازمان، اگرچه اعتراف کرد که بی‌بی‌سی «اشتباه» کرده‌است، تا حد زیادی این پیشنهاد را رد کرد که نژاد دونالد در فقدان گزارش نقش داشته‌است، در عوض مدعی شد که بیشتر محصول «کوری اسکاتلندی» است. در ارجحیت به گزارش حکم، سازمان زمان را برای گزارش افتتاح یک مرکز هنری جدید در گیتسهد در دستور کار خود پیدا کرد. بی‌بی‌سی بار دیگر با انتقادهایی به دلیل عدم پوشش دادگاه دوم در بولتن‌های اصلی خود مواجه شد و منتظر ماند تا روز هجدهم به این موضوع اشاره کند و پیتر هوراکس از بی‌بی‌سی برای ناکامی‌های بیشتر سازمان عذرخواهی کرد.

#### مستند مغرضانه مأمور مخفی علیه حزب ملی بریتانیا
در ۱۵ ژوئیه ۲۰۰۴ بی‌بی‌سی مستندی با عنوان مأمور مخفی در مورد حزب راست افراطی بریتانیا پخش کرد که در آن خبرنگار مخفی جیسون گوین با ظاهر شدن به عنوان یک هولیگان فوتبال به بی ان پی نفوذ کرد. این برنامه منجر به این شد که مارک کولت و نیک گریفین، رهبر حزب، در آوریل ۲۰۰۵ به دلیل اظهاراتی که گریفین اسلام را به عنوان یک «ایمان شیطانی و شرور» توصیف کرده بود، و کولت پناهجویان را اینگونه توصیف کرد «کمی شبیه سوسک» و متهم به تحریک نفرت نژادی شدند. گریفین و کولت در اولین محاکمه در ژانویه ۲۰۰۶ در برخی از اتهامات بی گناه شناخته شدند، اما هیئت منصفه در مورد سایر اتهامات به نتیجه نرسید و بنابراین دستور دادرسی مجدد صادر شد.
در محاکمه مجدد که در نوامبر ۲۰۰۶ برگزار شد، همه متهمان بر این اساس بی گناه شناخته شدند که قانون کسانی را که از اسلام یا مسیحیت پیروی می‌کردند به عنوان یک گروه حمایت شده با توجه به قوانین افترا نژادی در نظر نمی‌گرفت. مدت کوتاهی پس از این پرونده، قانون بریتانیا برای غیرقانونی کردن تحریک به نفرت علیه یک گروه مذهبی توسط قانون نفرت نژادی و مذهبی در سال ۲۰۰۶ اصلاح شد.
بی ان پی معتقد بود که این تلاشی برای «بی‌اعتبار کردن حزب ملی بریتانیا به عنوان حزب مخالف دولت کارگر» است.
پس از دادگاه دوم، گریفین بی‌بی‌سی را به عنوان یک سازمان از نظر سیاسی درست و مغرضانه توصیف کرد که پول پرداخت‌کنندگان حق مجوز را برای آوردن دو نفر در یک حزب قانونی، دموکراتیک و مسالمت‌آمیز به دادگاه هدر داده‌است.

## تعصب ضد مسلمانان

#### شبکه آسیایی
در سال ۲۰۰۸، کارکنان ایستگاه رادیویی آسیایی بی‌بی‌سی از تبعیض ضد مسلمانان توسط «مافیای مدیران» شکایت کردند که بی‌بی‌سی را ملزم به انجام تحقیقات داخلی کرد. کارکنان مدعی شدند که هندوها و سیک‌ها نسبت به مجریان و خبرنگاران مسلمان مورد توجه قرار گرفته‌اند.

#### نابرابری در پوشش اسلام هراسی
یکی از بزرگ‌ترین نهادهای نمایندگی مسلمانان بریتانیا، بی‌بی‌سی را به «عدم گزارش کافی» دربارهٔ اسلام‌هراسی در صفوف حزب محافظه‌کار متهم کرد. این شکایت در نامه ای از سوی شورای مسلمانان بریتانیا به تونی هال، مدیر کل بی‌بی‌سی ارسال شده‌است. ام سی بی به هال از مسئولیت بی‌بی‌سی به‌عنوان یک پخش‌کننده عمومی برای بی‌طرف بودن و عدم ایجاد سلسله مراتب نژادپرستی از طریق پوشش مغرضانه‌اش یادآوری کرد: «نژادپرستی علیه مسلمانان باید به همان نژادپرستی علیه دیگران اهمیت داده شود».
در ۶ ژوئن ۲۰۱۸، رسانه آنلاین مستقل ایولو پولیتیکس مقاله ای را منتشر کرد که در آن بر نابرابری در پوشش رسانه ای بی‌بی‌سی دربارهٔ یهودی‌ستیزی در حزب کارگر بریتانیا و اسلام هراسی در محافظه کاران تأکید کرد. این مقاله نشان داد که وب‌سایت بی‌بی‌سی حدود ۵۰ برابر بیشتر از نتایج جستجوی مربوط به یهودی‌ستیزی در حزب کارگر نسبت به اسلام‌هراسی در حزب محافظه‌کار دارد. همه رسانه‌ها در مقایسه با اسلام‌هراسی محافظه‌کاران، پوشش بسیار بیشتری به یهودی‌ستیزی کارگری داده‌اند: بی‌بی‌سی بیش از ده برابر بیشتر این موضوع را پوشش داده‌است.

#### مسیحیان بیش از ادیان دیگر
عقیل احمد، رئیس دین بی‌بی‌سی، بی‌بی‌سی را متهم کرد که در سال ۲۰۱۶ از مسلمانان، هندوها و سیک‌ها در برنامه‌های مذهبی خود غفلت می‌کند و عمدتاً برای مسیحیان تهیه می‌کند.

## گزارش مغرضانه از رسوایی‌های سوء استفاده جنسی کارکنان بی‌بی‌سی
در هفته‌های پس از پخش مستند آی‌تی‌وی با عنوان آن سوی دیگر جیمی ساویل در ۳ اکتبر ۲۰۱۲، بی‌بی‌سی به دلیل ادعاهایی مبنی بر اینکه به شایعات مربوط به تجاوز جنسی، به‌ویژه دختران جوان، توسط مجری جیمی عمل نکرده‌است، با پرسش‌ها و انتقاداتی مواجه شد. جیمیجیمی سویل، که برخی از آن‌ها پس از ضبط برنامه‌ها، از جمله بهترین‌های پاپ و جیم درستش میکنه، در محل بی‌بی‌سی رخ داده بود. همچنین ادعاهایی مطرح شد که تحقیقات نیوزنایت در مورد ساویل در دسامبر ۲۰۱۱ به دلیل تضاد با برنامه‌های ادای احترامی که پس از مرگ او تهیه شده بود، کنار گذاشته شد.
تا ۱۱ اکتبر ۲۰۱۲، اتهامات آزار جنسی توسط ساویل به ۱۳ نیروی پلیس بریتانیا ارسال شد، و در ۱۹ اکتبر اسکاتلند یارد تحقیقات جنایی رسمی را در مورد اتهامات تاریخی سوء استفاده جنسی از کودکان توسط ساویل و دیگران در طول چهار دهه آغاز کرد. پلیس در ۲۵ اکتبر ۲۰۱۲ تعداد قربانیان احتمالی را ۳۰۰ نفر گزارش کرد.
ادعا شده بود که داگلاس موگریج، کنترل‌کننده رادیو بی‌بی‌سی در اوایل دهه ۱۹۷۰، از اتهامات علیه ساویل آگاه بود و در سال ۱۹۷۳ درخواست گزارشی در مورد آنها کرده بود. بی‌بی‌سی اعلام کرد که هیچ مدرکی دال بر هرگونه ادعای سوء رفتار واقعی توسط ساویل در پرونده‌هایش یافت نشده‌است و بعدها پنهان کردن فعالیت‌های ساویل را رد کرد. با این حال، برخی از جمله دی جی لیز کرشاو، که در سال ۱۹۸۷ به رادیو بی‌بی‌سی ۱ پیوست، ادعاهایی وجود داشت که فرهنگ موجود در بی‌بی‌سی آزار و اذیت جنسی را تحمل می‌کند.
بی‌بی‌سی در پارلمان بریتانیا به دلیل رسیدگی به این ماجرا مورد انتقاد قرار گرفت و هریت هارمن اظهار داشت که این اتهامات «لکه ای بر این شرکت انداخته‌است». ماریا میلر، وزیر فرهنگ، گفت که از اینکه بی‌بی‌سی این اتهامات را بسیار جدی می‌گیرد راضی است و درخواست‌ها برای تحقیق مستقل را رد کرد. اد میلیبند، رهبر حزب کارگر گفت که یک تحقیق مستقل تنها راه تضمین عدالت برای دست‌اندرکاران است. جورج انتویستل پیشنهاد داد که در کمیته فرهنگ، رسانه و ورزش پارلمان برای توضیح موضع و اقدامات بی‌بی‌سی حاضر شود.
در ۱۶ اکتبر، بی‌بی‌سی دو نفر را برای تحقیق جداگانه دربارهٔ رویدادهای پیرامون ساویل منصوب کرد. قاضی سابق دیوان عالی، دیم جانت اسمیت، که تحقیقات در مورد قاتل زنجیره ای هارولد شیپمن را رهبری می‌کرد، فرهنگ و شیوه‌های بی‌بی‌سی را زمانی که ساویل در آنجا کار می‌کرد، بررسی می‌کرد، و نیک پولارد، یکی از مدیران سابق اسکای نیوز، علت را بررسی می‌کرد. تحقیقات نیوزنایت در مورد فعالیت‌های ساویل اندکی قبل از مخابره آن حذف شد.
یک تحقیق پانوراما در ۲۲ اکتبر ۲۰۱۲ پخش شد. جورج انتویستل، مدیر کل بی‌بی‌سی، با استناد به توصیه‌های حقوقی مبنی بر اینکه مدیریت ارشد بی‌بی‌سی باید فقط با پلیس، بررسی‌های بی‌بی‌سی و پارلمان همکاری کند، از مصاحبه خودداری کرد. در همان روز، بی‌بی‌سی اعلام کرد که پیتر ریپون، سردبیر نیوزنایت، بلافاصله از سمت خود کناره‌گیری می‌کند. در ۲۳ اکتبر، انتویستل در برابر کمیته فرهنگ، رسانه و ورزش مجلس حاضر شد و در آن با بازجویی‌های خصمانه مواجه شد و اظهار داشت که لغو پخش برنامه نیوزنایت یک «اشتباه فاجعه بار» بوده‌است.
در زمینه رسوایی ساویل، کتابی که در سال ۱۹۹۹ توسط روزنامه‌نگار جان سیمپسون نوشته شده بود، مکان‌های عجیب، افراد مشکوک، اشاره به یک «عمو دیک» در بی‌بی‌سی داشت که به کودکان تجاوز جنسی کرده بود و به نظر می‌رسید که با مشخصات او مطابقت داشته باشد. درک مک کالوخ گوینده بی‌بی‌سی. نویسنده اندرو اوهاگان نوشت که مدت‌ها شایعاتی در مورد فعالیت‌های مک‌کالوچ و همکارش لیونل گاملین در زمانی که در دهه‌های ۱۹۴۰ و ۱۹۵۰ در بی‌بی‌سی کار می‌کردند، وجود داشت. بی‌بی‌سی گفت که این اتهامات را به عنوان بخشی از بررسی جیمی ساویل بررسی خواهد کرد. خانواده مک کالوچ این اتهامات را «آشغال کامل» توصیف کردند.
نیوزنایت در ۲ نوامبر ۲۰۱۲ گزارشی را علیه یک «سیاستمدار برجسته محافظه کار دوران تاچر» در رابطه با رسوایی کودک آزاری در شمال ولز پخش کرد. با این حال، پس از اینکه گاردین در ۸ نوامبر یک مورد از هویت اشتباه گزارش کرد، داستان فروپاشید، و روز بعد، قربانی این ادعا را پس گرفت. یک عذرخواهی در نیوزنایت در ۹ نوامبر گنجانده شد، و تمام تحقیقات در حال انجام نیوزنایت به حالت تعلیق درآمد. جورج انتویستل اظهار داشت که از محتوای گزارش قبل از پخش بی اطلاع بوده و اظهار داشت که کارکنان نیوزنایت که در پخش برنامه مشارکت دارند می‌توانند تنبیه شوند. با این حال، خود آنتویستل در ۱۰ نوامبر پس از اینکه با انتقادهای بیشتری در رسانه‌ها مواجه شد، استعفا داد. مدیر بی‌بی‌سی اسکاتلند، کن مک کواری، شرایط پیرامون برنامه نیوزنایت را بررسی کرد. یافته‌های او در ۱۲ نوامبر منتشر شد و به این نتیجه رسید که «فقدان شفافیت در مورد زنجیره فرماندهی ارشد تحریریه» وجود داشته‌است و «برخی از بررسی‌های اولیه روزنامه‌نگاری تکمیل نشده‌است».
گزارش نیک پولارد در قفسه بندی گزارش نیوزنایت در مورد ساویل در سال ۲۰۱۱ در دسامبر ۲۰۱۲ منتشر شد. نتیجه‌گیری شد که تصمیم برای کنار گذاشتن گزارش اصلی «نقص» بوده و برای محافظت از برنامه‌هایی که به عنوان ادای احترام به ساویل تهیه شده‌اند، انجام نشده‌است. گزارش او از انتویستل انتقاد کرد که ظاهراً ایمیل‌هایی را که به او در مورد «سمت تاریک» ساویل هشدار می‌دادند مورد انتقاد قرار داد و اظهار داشت که پس از اینکه اتهامات علیه ساویل در نهایت علنی شد، بی‌بی‌سی در «سطحی از هرج و مرج و سردرگمی افتاد.»
در ۲۰ دسامبر ۲۰۱۲، کمیته حساب‌های عمومی مجلس عوام انتقادی را از پرداخت‌های انجام شده به انتویستل پس از استعفای او منتشر کرد و مبلغ ۴۵۰۰۰۰ پوندی را که پس از ۵۴ روز پست به او پرداخت شد، دو برابر مبلغ مشخص شده در قراردادش، همراه با مستمری یک‌ساله، بیمه و پرداخت‌های اضافی از پول عمومی بوده‌است.

## «لندن محوری»: فقدان نمایندگی ملی
در ۱ نوامبر ۲۰۰۷، گزارش شد که سر مایکل لیونز، رئیس بی‌بی‌سی تراست، از بی‌بی‌سی انتقاد کرد که بیش از حد لندن محور است و توجه کمتری به اخبار خارج از پایتخت دارد. با توجه به چنین انتقاداتی از نظر اخبار و برنامه‌های عمومی و به رسمیت شناختن مأموریت آن به نمایندگی از کل بریتانیا و تشویق خلاقیت در سراسر کشور، تلاش‌های فعالی توسط اعتماد و شورای حکام برای اصلاح عدم تعادل منطقه ای صورت گرفته‌است. این در تعهد به تولید حداقل نیمی از برنامه‌ها در خارج از لندن بزرگ منعکس می‌شود، هدفی که بی‌بی‌سی در سال‌های ۲۰۱۳ و ۲۰۱۴ به آن دست یافت، اما در سال ۲۰۱۵ کاهش پیدا کرد.
گزارش سالانه بی‌بی‌سی برای سال‌های ۲۰۱۵ تا ۲۰۱۶ به «حباب لندن» اشاره می‌کند و ادعا می‌کند که این حباب یک سوگیری فعال نیست، بلکه نشان‌دهنده این واقعیت است که لندن جایی است که تصمیم‌گیری‌ها و برنامه‌های زیادی در آن گرفته می‌شود. در حالی که سرمایه‌گذاری‌های قابل توجهی در ظرفیت تولید خارج از لندن انجام شده‌است، مانند ایجاد میدیاسیتی‌یوکی در سالفورد، منچستر بزرگ، ارقام هزینه برای تولید رادیو و تلویزیون منطقه ای به صورت واقعی کاهش یافته‌است. و به نزدیک ۶۰۰ میلیون پوند در سال ۲۰۱۰ کاهش پیدا کرده‌است.
حرکت بریتانیا به سمت افزایش تفویض اختیارات در حوزه‌های مراقبت‌های بهداشتی، آموزش و پرورش و طیف وسیعی از حوزه‌های سیاستی دیگر، چالش‌های بیشتری را برای بی‌بی‌سی ایجاد کرده‌است. پخش‌های خبری شاخص در لندن مستقر هستند و تمایل دارند داستان‌های «در سراسر کشور» مرتبط با دولت و سیاست‌ها را گزارش کنند که اغلب فقط به انگلیس یا گاهی اوقات انگلیس و ولز مربوط می‌شود.

#### مسائل داخلی بریتانیا
بی‌بی‌سی از طرف هر دو جناح راست و چپ متهم به طرفداری از جناح دیگری شود. در همین رابطه دست راستی‌های مشهوری چون نورمن تبیت به آن لقب «مٶسسه انتشار بلشویک» داده‌اند. در مقابل جرج گالووی از جناح چپ بی‌بی‌سی را مٶسسه «بوش و بلر» می‌نامد. از جمله منتقدین همیشگی بی‌بی‌سی روزنامه دیلی تلگراف می‌باشد. در سال ۲۰۰۳، سردبیر چارلز مور اقدام به برگزاری یک عملیات تبلیغی با عنوان «بیب واچ» نمود که به تحلیل مرتب نظر روزنامه می‌پرداخت. بی‌بی‌سی همچنین متهم به پوشش خبری ناکافی از ولز می‌شود.

#### پوشش ولز
در آگوست ۲۰۰۷، آدام پرایس، نماینده مجلس از حزب پلاید کامری، از عدم تمرکز ولزی بر پخش اخبار بی‌بی‌سی انتقاد کرد. پرایس تهدید کرد که در پاسخ به عدم پوشش خبری کامل از ولز، از هزینه‌های مجوز تلویزیونی در آینده خودداری خواهد کرد و گزارش شورای تماشاگران بی‌بی‌سی برای ولز در ژوئیه را تکرار کرد که به ناامیدی عمومی از نحوه توصیف مجلس ولز در رسانه ملی اشاره کرد.
بتان جنکینز، عضو مجلس ولز از حزب پلاید کامری با پرایس موافقت کرد و خواستار واگذاری مسئولیت پخش به مجلس ولز شد. تماس‌های مشابهی از سوی الکس سالموند وزیر اول اسکاتلند نیز مطرح شد. انتقاد از پوشش خبری بی‌بی‌سی برای ولز و اسکاتلند از زمان واگذاری، بحث ارائه برنامه‌های خبری عصرگاهی با تمرکز ویژه برای هر دو کشور را برانگیخته است.

#### جنجال پوشش اسکاتلند

##### همه‌پرسی استقلال اسکاتلند، ۲۰۱۴
اتحادیه ملی روزنامه نگاران بریتانیا و ایرلند در اکتبر ۲۰۱۲ از بی‌بی‌سی به دلیل پوشش ضعیف آن از همه‌پرسی استقلال اسکاتلند، که در ۱۸ سپتامبر ۲۰۱۴ برگزار شد، انتقاد کرد. گزارش شده که بی‌بی‌سی «هزینه‌های پوشش رفراندوم را کم‌اهمیت می‌داند و ادعا می‌کند که «یکباره» بوده‌است.
اندرو مار، مجری بی‌بی‌سی، در مصاحبه‌ای با الکس سالموند در مارس ۲۰۱۴ متهم به ابراز دیدگاه‌های ضداستقلال شد. بی‌بی‌سی در آوریل ۲۰۱۴ به کمپین با هم بهتر اجازه داد یک تبلیغ سینمایی اتحادیه در استودیوهای گلاسکو خود در آوریل ۲۰۱۴ ایجاد کند، که تصور می‌شد با دستورالعمل‌های سرمقاله‌اش مغایرت دارد. بر اساس گزارش اسکاتسمن، بی‌بی‌سی، کزیا داگدیل، سخنگوی آموزش حزب کارگر را به عنوان مجری برنامه رادیویی تیراندازی متقابل منصوب کرد که در مورد موضوعات مربوط به همه‌پرسی بحث می‌کند. این روزنامه معتقد بود که این ترتیبات همچنین ناقض دستورالعمل‌های بی‌بی‌سی است و ادعا می‌کند که داگدیل «عضو تیم حقیقت کارگری اسکاتلند است - که برای نظارت بر همه مصاحبه‌های اس ان پی و بله اسکاتلند، بیانیه‌های مطبوعاتی و مقالات توجیهی» در آستانه برگزاری انتخابات راه‌اندازی شده‌است. رای سپتامبر
گزارشی از سوی شورای مخاطبان اسکاتلند، نهاد مشورتی بی‌بی‌سی تراست در اسکاتلند، بی‌طرفی بی‌بی‌سی اسکاتلند در پوشش همه‌پرسی استقلال در جولای 2014 زیر سؤال برد. مقاله‌ای در ساندی تایمز، همچنین در جولای ۲۰۱۴، رویکرد بی‌بی‌سی به همه‌پرسی استقلال را جویا شد و اظهار داشت که ایمیل‌های یکی از اعضای ارشد یک شرکت تولید بی‌بی‌سی که مناظره‌ها را سازماندهی می‌کند، از قبل به کمپین «نه» اطلاع داده‌است.
در ۱۰ سپتامبر ۲۰۱۴، بی‌بی‌سی در گزارش خود از کنفرانس مطبوعاتی الکس سالموند برای رسانه‌های بین‌المللی به جانبداری متهم شد. در پاسخ به سؤال نیک رابینسون، خبرنگار بی‌بی‌سی، سالموند او را متهم به هشیاری کرد و خواستار تحقیقی از سوی وزیر کابینه بریتانیا در مورد نشت اطلاعات به بی‌بی‌سی از برنامه‌های خزانه‌داری رویال بانک اسکاتلند برای انتقال دفتر ثبت شده خود به لندن شد. که در اخبار عصر قبل بود. بی‌بی‌سی در پاسخ به شکایات در مورد ویرایش پوشش زنده کنفرانس برای بولتن‌های بعدی گفت: «بی‌بی‌سی معتقد است که سؤالات معتبر بوده و گزارش کلی متعادل و بی‌طرفانه مطابق با دستورالعمل‌های سرمقاله ما است».
پس از یک روز اعتراض از سوی مبارزان بله و درخواست برای اخراج رابینسون، دوشنبه بعد (۱۵ سپتامبر)، سالموند به سوالات خبرنگاران در فرودگاه ادینبورگ پاسخ داد. او دربارهٔ گزارش رابینسون در بولتن‌های بعدی گفت: «فکر نمی‌کنم این عادلانه باشد که نیک بگوید من به سؤالی پاسخ نداده‌ام در حالی که واقعاً دو بار به آن پاسخ داده‌ام». او اعتقاد نداشت که رابینسون باید اخراج شود.
پل میسون، خبرنگار سابق بی‌بی‌سی در سپتامبر ۲۰۱۴ گزارش شد که از گزارش‌های بی‌بی‌سی در صفحه فیس‌بوک خود انتقاد کرده‌است که قرار بود فقط دوستانش آن را بخوانند: «از زمان عراق من ندیده‌ام که اخبار بی‌بی‌سی با چنین قدرت تبلیغاتی کار کند. خیلی خوشحالم که از آنجا خارج شدم.»
استوارت کازگرو، مدیر تنوع خلاق کانال ۴، خواستار تجدید نظر در بی‌بی‌سی در مورد ماهیت تعادل و بی‌طرفی مناسب شد. این در جریان گفتگوی رادیویی بی‌بی‌سی اسکاتلند به میزبانی جان بیتی بود. کازگرو اظهار داشت: «دیروز، من اخبار بی‌بی‌سی را از نزدیک تماشا می‌کردم و واضح بود که مفاهیم تعادل بر مبنای سیاسی حزبی پیش‌بینی می‌شد. از کامرون به میلیبند تا کلگ می‌رفت و برمی‌گشت. اگر به آن به عنوان یک فرض متفاوت نگاه کنید - این یک سؤال بله / خیر است - پس پاتریک هاروی از سبزهای اسکاتلند، که رهبر نیست اما یک شخصیت سیاسی مهم در کمپین بله است، باید دقیقاً همان پوشش اد میلیبند را داشته باشد. فکر می‌کنی یه لحظه متوجه شد؟ البته او این کار را نکرد. من فکر می‌کنم درک ماهیت تعادل و بی‌طرفی مناسب با شکست مواجه شده‌است. این به سادگی اشتباه است و قابل قبول نیست.»
مصاحبه ای با سالموند برای ساندی هرالد که در ۱۴ سپتامبر ۲۰۱۴ منتشر شد، شامل نظر وی مبنی بر اینکه بی‌بی‌سی در جریان همه‌پرسی یک سوگیری اتحادیه گرایانه از خود نشان داده‌است.

## عدم دقت و ارائه نادرست

### گزارش نادرست جرمی بوون
در آوریل ۲۰۰۹، کمیته استانداردهای تحریریه بی‌بی‌سی تراست گزارشی دربارهٔ سه شکایت علیه دو خبر مربوط به جرمی بوون، سردبیر خاورمیانه بی‌بی‌سی منتشر کرد. این شکایات شامل ۲۴ اتهام نادرستی یا جانبداری بود که سه مورد از آنها به‌طور کامل یا جزئی تأیید شد. کمیته استانداردهای تحریریه تراست بی‌بی‌سی دریافت که قطعه رادیویی بوون «نظر حرفه ای خود را بدون صلاحیت یا توضیح بیان کرده‌است، و عدم دقت در زبان او این بیانیه را نادرست کرده‌است» و مقاله آنلاین باید وجود دیدگاه‌های جایگزین را توضیح می‌داد. و اینکه قوانین بی‌طرفی را زیر پا گذاشته‌است. با این حال، این گزارش بوون را به تعصب متهم نکرد. مقاله وب سایت اصلاح شد و بوون با هیچ گونه مجازات انضباطی روبرو نشد.

### اخبار جعلی پریمارک و کار کودک
در سال ۲۰۱۱، پس از سه سال تلاش پریمارک، بی‌بی‌سی اذعان کرد که گزارش روزنامه‌نگاری تحقیقی برنده جایزه آن دربارهٔ استفاده از کار کودکان هندی توسط غول خرده‌فروشی جعلی بوده‌است. بی‌بی‌سی از پریمارک، تأمین کنندگان هندی و بینندگانش عذرخواهی کرد.

### داستان نادرست «خانه تروریستی»
در ژانویه ۲۰۱۶، داستان‌هایی که از بی‌بی‌سی نشأت می‌گرفت، ادعا می‌کرد که پلیس لنکاوی یک کودک مسلمان جوان را به اتهامات ضدتروریسم پس از اینکه اشتباهاً «خانه پلکانی» را به‌عنوان «خانه تروریستی» نوشته بود، برای بازجویی برده‌است. این داستان به‌طور گسترده در رسانه‌های بریتانیا و رسانه‌های بین‌المللی گزارش شد. نیروی پلیس مورد بحث از پوشش بی‌بی‌سی دربارهٔ این خبر انتقاد کرد و اظهار داشت که «اینکه گفته شود این وضعیت با یک اشتباه املایی ساده به وجود آمده‌است، صحت ندارد» و افزود که این حادثه «به عنوان یک حادثه تروریستی پاسخ داده نشد. و گزارشگر قبل از نوشتن داستان خود کاملاً از این موضوع آگاه بود" و اینکه "رسانه‌ها باید در هنگام ایجاد موضوعات هیجان انگیز مسئولیت بیشتری بپذیرند تا داستان‌ها را بسیار بزرگتر از آنچه هستند و به تأثیری که می‌توانند بر جوامع محلی بگذارند." در بیانیه پلیس و شورای محلی نیز آمده‌است که «اینکه گفته شود این وضعیت با یک اشتباه املایی ساده به وجود آمده‌است، صحت ندارد. مدرسه و پلیس در بررسی تعدادی از نگرانی‌های بالقوه با استفاده از رویکرد محلی و کم‌بازدید، مسئولانه و متناسب عمل کرده‌اند.» دیگر کارهای این دانش آموز، از جمله کاری که کودک در مورد ضرب و شتم عمویش نوشته بود، ظاهراً دلایل دیگری برای بازجویی پلیس در مورد امنیت کودک بود.

### مستند یک طرفه نژادپرستی در یورو ۲۰۱۲
یازده روز قبل از برگزاری مسابقات، برنامه امور جاری بی‌بی‌سی پانوراما با عنوان یورو ۲۰۱۲: استادیوم‌های نفرت، شامل تصاویری از هواداران بود که شعارهای نژادپرستانه مختلف سر می‌دادند و نمادها و بنرهای قدرت سفید در لهستان و سلام نازی‌ها و ضرب و شتم جنوب را نشان می‌دادند. آسیایی‌ها در اوکراین این مستند ابتدا در مطبوعات بریتانیا بازتاب گسترده‌ای داشت اما به یک طرفه بودن، جانبدارانه و غیراخلاقی بودن متهم شد. منتقدان شامل رسانه‌های بریتانیایی، مبارزان ضد نژادپرستی، و رهبران جامعه سیاه‌پوست و یهودی در لهستان، سیاستمداران و روزنامه‌نگاران لهستانی و اوکراینی، هواداران انگلیس از کشورهای میزبان و فوتبالیست‌ها (گری لینه‌کر، روی هاجسون و دیگران) بودند. جاناتان اورنشتاین، رهبر جامعه یهودی در کراکوف و یک منبع یهودی که در این مستند استفاده شده‌است، گفت: «من از نحوه سوء استفاده بی‌بی‌سی از من به عنوان منبع خشمگین هستم. این سازمان از من و دیگران استفاده کرد تا موضوع جدی یهودستیزی را برای دستور کار پرهیجان خود دستکاری کند. بی‌بی‌سی آگاهانه مخاطبان خود -مردم بریتانیا- را با ساختن یک داستان ترسناک دروغین دربارهٔ لهستان فریب داد. بی‌بی‌سی با این کار ترس، جهل، تعصب و نفرت را گسترش داده‌است. من به شدت از این شکل غیراخلاقی روزنامه‌نگاری ناراحت هستم.»
خبرنگاری از گازتا ویبورچا، بزرگ‌ترین روزنامه چپ لهستان، شیوه‌های پانوراما را زیر سؤال برد و اظهار داشت: "من از آنچه بی بی سی می‌گوید بیشتر و بیشتر شگفت زده می‌شوم. تا کنون دو موقعیتی را که من شاهد بودم رد کرده‌است. من تعجب نخواهم کرد اگر بی بی سی بیانیه ای را تهیه کند که بگوید خدمه پانوراما هرگز به لهستان نرفته‌اند.
جاک پورسکی، فعال ضد نژادپرستی، گفت: «مطالب تهیه شده توسط بی‌بی‌سی یک طرفه است. تمام داستان آماده‌سازی لهستان برای یورو را نشان نمی‌دهد. این نشان نمی‌دهد که قهرمانی فعالیت‌های زیادی را با هدف مبارزه با نژادپرستی در کمپین «به تنوع احترام بگذاریم» انجام داده‌است. برای ما یورو فقط مربوط به مسابقات نیست. این رویداد به فرصتی برای مبارزه مؤثر علیه نژادپرستی و ترویج چندفرهنگی تبدیل شده‌است. هیچ کشوری در اروپا عاری از نژادپرستی نیست. اینها حقایق است.»
کشورهایی که توسط یوفا به دلیل نژادپرستی جریمه شدند، میزبان نبودند، بلکه میهمانانی از اسپانیا، کرواسی، روسیه و آلمان بودند. اتحادیه سلطنتی فوتبال هلند پس از اینکه شعارهای میمون‌ها به بازیکنان سیاهپوست آنها در یک جلسه تمرین آزاد در کراکوف انجام شد، شکایتی را به یوفا صادر کرد، اما یوفا این شعارها را با انگیزه نژادی رد کرد.

### ادعاهای دروغ دربارهٔ پترو پوروشنکو رئیس‌جمهور اوکراین
در سال ۲۰۱۹، بی‌بی‌سی پس از شکایت پترو پوروشنکو، رئیس‌جمهور وقت اوکراین، به دلیل انتشار گزارش‌های افتراآمیز مبنی بر رشوه ۴۰۰ هزار دلاری پوروشنکو به مایکل کوهن، وکیل دونالد ترامپ، رئیس‌جمهور آمریکا، با پرداخت غرامت موافقت کرد. بی‌بی‌سی عذرخواهی کرد و اعتراف کرد که این داستان صحت ندارد.

### انتقاد دولت چین در رابطه با ادعایی «فیلتر تیرگی»
در ژوئیه ۲۰۲۱، جیسون لایت فوت، اینفلوئنسر رسانه اجتماعی طرفدار چین، ادعا کرد که بی‌بی‌سی عکس او را دستکاری کرده تا کسل‌کننده و بی‌رنگ به نظر برسد و مقایسه‌ای بین نسخه عکس نشان‌داده‌شده در یک مقاله بی‌بی‌سی و نسخه اصلی به اشتراک گذاشت، ادعایی که توسط ژائو لیجیان در شبکه‌های اجتماعی تشدید شد.
در دسامبر ۲۰۲۱، بی‌بی‌سی یک نسخه انگلیسی و یک ویدیوی ۱۷ دقیقه‌ای به زبان چینی را در شهر ووهان یک سال پس از رسیدگی به همه‌گیری کووید-۱۹ منتشر کرد. در پاسخ، بی‌بی‌سی هدف «ترول‌های چینی و وب‌سایت‌های خبری جعلی» قرار گرفت، که شرکت امنیت سایبری ریکوردد فیوچر می‌گوید «احتمالاً توسط دولت حمایت می‌شود» و ادعا می‌کند که پخش‌کننده «فیلتر غم‌انگیز یا «دنیای زیرین» را روی تصاویر خود اعمال کرده‌است. گزارش می‌دهد تا کشور را «خاموش و بی‌روح» جلوه دهد. ژائو لیجیان، مقام وزارت امور خارجه و رسانه‌های دولتی چین ادعاهایی مبنی بر «فیلتر تیره» را تکرار کرده‌اند. گلوبال تایمز مقایسه ای بین نسخه چینی و نسخه انگلیسی ویدیوی بی‌بی‌سی منتشر کرد و به تفاوت رنگ بین این دو اشاره کرد.

## شیوه‌های سازمانی

### تغییر آب و هوا
بی‌بی‌سی علیرغم پوششی که به موضوع تغییرات آب و هوایی می‌دهد، به دلیل ریاکاری در مورد ردپای کربن بالای خود مورد انتقاد قرار گرفته‌است. مجری نیوزنایت جرمی پکسمن استدلال کرد که خبرنگاران آن «در سراسر جهان سفر می‌کنند تا به مخاطبان از خطرات تغییرات آب و هوایی بگویند در حالی که رد بخاری را ترک می‌کنند که مشکل را بدتر می‌کند». پکسمن همچنین استدلال می‌کند که «پوشش بی‌بی‌سی از این موضوع م ذاشته بود».
در جشنواره بین‌المللی تلویزیون ادینبورگ در سال ۲۰۰۷، پیتر هوراکس، رئیس اخبار تلویزیون، و پیتر بارون، سردبیر نیوزنایت، گفتند که بی‌بی‌سی نباید در مورد تغییرات آب و هوا کمپین کند. آنها از طرح‌های پیشنهادی برای برنامه‌های روز کمیک بی‌بی‌سی دربارهٔ تغییرات آب و هوا انتقاد کردند. به نقل از هوراکس، «من مطلقاً فکر نمی‌کنم این کار را انجام دهیم، زیرا بی‌طرفانه نیست. وظیفه ما این نیست که مردم را رهبری کنیم و در مورد آن تبلیغ کنیم.» به نقل از بارون اضافه شد: «مطمئناً وظیفه بی‌بی‌سی نجات کره زمین نیست. من فکر می‌کنم افراد زیادی هستند که چنین فکر می‌کنند، اما باید جلوی آن گرفته شود.»
هوراکس بعداً موضع بی‌بی‌سی را در وبلاگ سردبیران بی‌بی‌سی ("بدون خط") تشریح کرد.
در سپتامبر ۲۰۰۷ برنامه‌های یک روز برنامه‌های مربوط به مسائل زیست‌محیطی کنار گذاشته شد. سخنگوی بی‌بی‌سی گفت که به دلیل نگرانی‌ها در مورد بی‌طرفی مطمئناً نبوده‌است.
در جولای ۲۰۱۱ یک بررسی بی‌بی‌سی تراست به یافته‌های ارزیابی پروفسور استیو جونز از دانشگاه کالج لندن اشاره کرد. جونز دریافت که گاهی اوقات یک کاربرد «بیش از حد سخت» از دستورالعمل‌های سرمقاله در مورد بی‌طرفی در رابطه با پوشش علمی وجود دارد، که آنچه را که او به‌عنوان ماهیت «غیر مناقشه‌آمیز» برخی از داستان‌ها و نیاز به اجتناب از ارائه می‌داند در نظر نمی‌گیرد. «توجه بی‌مورد به نظرات حاشیه ای». جونز گزارشی از ایمنی واکسن ام‌ام‌آر و پوشش اخیر ادعاهای مربوط به ایمنی محصولات اصلاح شده ژنتیکی و وجود تغییرات آب و هوایی ساخته دست بشر را به عنوان مثال ارائه کرد. در سال ۲۰۱۷، بی‌بی‌سی به دلیل اینکه به نایجل لاوسون منکر تغییرات اقلیمی اجازه داد تا در برنامه امروز رادیو بی‌بی‌سی ۴ ادعا کند که دمای جهانی در دهه گذشته افزایش نیافته‌است، عذرخواهی کرد، که این سازمان اذعان کرد که دستورالعمل‌های سرمقاله‌اش را نقض کرده‌است. و در سال ۲۰۱۸ وب سایت کربن کریف در اعلامیه داخلی ارسال شده توسط فران آنسورث، مدیر اخبار و امور جاری بی‌بی‌سی آن را منتشر کرد در آن استدلال می‌کرد که پوشش بی‌بی‌سی از تغییرات آب و هوایی اغلب برخلاف دستورالعمل‌های خود در مورد دقت است و تعادل نادرستی را در مورد بی‌طرفی ایجاد می‌کند: «ساخت بشر. تغییرات آب و هوایی وجود دارد: اگر علم آن را ثابت کند، باید آن را گزارش کنیم. برای دستیابی به بی‌طرفی، نیازی نیست که منکران آشکار تغییرات آب و هوایی را در پوشش خبری بی‌بی‌سی بگنجانید، به همان ترتیبی که کسی منکر پیروزی ۲-۰ منچستریونایتد در شنبه گذشته نیست. داور صحبت کرده‌است.»
گفته می‌شود که بی‌بی‌سی تلاش کرده‌است سمینار تغییرات آب و هوایی را که به شکل دهی پوشش آن دربارهٔ محیط زیست شناخته می‌شود، سرپوش بگذارد.

### تبعیض جنسی
آنی نایتینگل بارها از کار به عنوان دیسک جوکی در رادیو ۱ خودداری شد و بر این اساس «دیسک جوکی‌های ما جایگزین شوهر هستند».

### پرسنل مازاد
بی‌بی‌سی به دلیل پرسنل بیش از حد اخبار، رویدادهای ورزشی و فرهنگی و در انجام این کار، هم هدر دادن پول هزینه مجوز و هم استفاده از موقعیت غالب خود برای کنترل پوشش رویدادها مورد انتقاد قرار گرفته‌است.
گزارش کمیته محاسبات عمومی مجلس عوام در سال ۲۰۱۰ از تعداد کارکنانی که بی‌بی‌سی برای رویدادهای ورزشی مانند المپیک پکن و مسابقات قهرمانی فوتبال یورو ۲۰۰۸ فرستاده بود، انتقاد کرد. در ژوئن ۲۰۱۱، بی‌بی‌سی ۲۶۳ کارمند را برای پوشش جشنواره گلاستونبری فرستاد. ماه بعد، ۲۵۰ کارمند را برای پوشش رویدادی به مناسبت یک سال تا شروع بازی‌های المپیک ۲۰۱۲ لندن فرستاد، که ده برابر تعداد مورد استفاده سایر پخش‌کنندگان بود.
در ۱۹ اکتبر ۲۰۱۱، سخنگوی فرهنگ لیبرال دموکرات‌ها، دان فاستر، از تعداد زیادی از کارکنان بی‌بی‌سی که در اخراج مسافران و حامیان آنها از بخش غیرقانونی سایت مزرعه دیل شرکت داشتند، انتقاد کرد. فاستر اظهار داشت که این «کار مازاد مضحک است و به سختی راه خوبی برای جلب همدردی عمومی برای کاهش ۲۰ درصدی بودجه ای است که بی‌بی‌سی با آن مواجه است». بی‌بی‌سی پاسخ داد که تنها ۲۰ کارمند در سایت دارد.

### ترتیبات مالیاتی «خارج از حقوق و دستمزد»
در اکتبر ۲۰۱۲، یک گزارش کمیته حساب‌های عمومی نشان داد که بی‌بی‌سی ۲۵۰۰۰ قرارداد «خارج از حقوق و دستمزد»، ۱۳٬۰۰۰ برای افرادی که روی آنتن بودند، دارد. این قراردادها مردم را قادر می‌سازد تا ترتیبات خود را برای پرداخت مالیات و بیمه ملی انجام دهند، که می‌تواند به آنها اجازه دهد کمتر از کارمندان در پرداخت مالیات بر درآمد شرکت کنند. در پاسخ، بی‌بی‌سی گفت که بسیاری از آنها قراردادهای کوتاه‌مدت هستند، اما در حال بررسی دقیق ترتیبات مالیاتی است.
منابع مالی
این واقعیت که هزینه خدمات داخلی بی‌بی‌سی عمدتاً از طریق هزینه مجوز تلویزیون تأمین می‌شود، به دلایل متعددی توسط رقبای آن و دیگران مورد انتقاد شدید قرار گرفته‌است.
ظهور تلویزیون دیجیتال چند کاناله منجر به انتقاداتی شد مبنی بر اینکه هزینه مجوز غیرقابل توجیه است، بر این اساس که برنامه‌های اقلیت اکنون می‌توانند در کانال‌های اشتراک تجاری تخصصی مخابره شوند و هزینه مجوز برای تعدادی از کانال‌های دیجیتالی که بسیاری از دارندگان مجوز آن را تأمین می‌کنند. نمی‌تواند تماشا کند (مانند بی‌بی‌سی سه و بی‌بی‌سی چهار). با این حال، از ۲۴ اکتبر ۲۰۱۲، با تکمیل جابجایی دیجیتال، همه پرداخت کنندگان مجوز اکنون می‌توانند به آن محتوا دسترسی داشته باشند.

## بی‌بی‌سی روسیه
در ۱۷ اوت ۲۰۰۷، گزارش شد که پخش رادیویی سرویس روسی زبان بی‌بی‌سی در روسیه متوقف می‌شود و تنها پخش‌های موج متوسط و کوتاه باقی می‌ماند. سازمان مالی فینام، که مالک سرویس رادیویی است که پخش بی‌بی‌سی روسیه را قطع کرد، از طریق سخنگوی خود، ایگور ارماچنکوف، گفت: «هر رسانه‌ای که از سوی دولت تأمین مالی می‌شود، تبلیغات است – این یک واقعیت است، منفی نیست». سخنگوی بی‌بی‌سی در پاسخ گفت: «اگرچه بی‌بی‌سی توسط دولت بریتانیا تأمین مالی می‌شود… یک اصل اساسی قانون اساسی و رژیم نظارتی آن این است که از نظر سرمقاله‌ای از دولت بریتانیا مستقل است». گزارش‌ها این تحول را در چارچوب انتقاد از دولت روسیه به دلیل محدود کردن آزادی رسانه‌ها و تیرگی روابط بریتانیا و روسیه قرار می‌دهند. گزارشگران بدون مرز این اقدام را به عنوان سانسور محکوم کردند.